# Saison 2 d'American Horror Story
Pour les articles homonymes, voir Asylum.
Chronologie
Saison 1 :
Murder House Saison 3 : Coven
American Horror Story: Asylum est la deuxième saison de la série télévisée d'anthologie horrifique américaine American Horror Story, créée et produite par Ryan Murphy et Brad Falchuk et diffusée du 17 octobre 2012 au 23 janvier 2013 sur la chaîne FX. Cette saison marque un éloignement total de la première saison de la série, présentant de nouveaux personnages et une nouvelle intrigue.
Cette saison se déroule en 1964, dans l'asile psychiatrique fictif de Briarcliff, en Nouvelle-Angleterre, et se concentre sur la vie du personnel et des patients qui y résident, ainsi que sur certains événements du passé et du présent. Certains acteurs de la première saison sont présents dans la distribution, revêtant un nouveau rôle, notamment Zachary Quinto, Sarah Paulson, Evan Peters, Lily Rabe, Jessica Lange, Dylan McDermott et Frances Conroy.
Comme la saison précédente, American Horror Story: Asylum est louée par la critique, notamment grâce aux performances de Jessica Lange, James Cromwell, Zachary Quinto, Sarah Paulson et Lily Rabe. La saison est nommée dix-sept fois à la 65e cérémonie des Primetime Emmy Awards et James Cromwell remporte le prix du Meilleur acteur dans un second rôle dans un téléfilm.
Bien qu'étant anciennement totalement anthologique, certains personnages de la saison — en l'occurrence, les personnages de Lily Rabe, Naomi Grossman, Sarah Paulson et James Cromwell — réapparaissent dans la quatrième et la sixième saison de la série, respectivement Freak Show et Roanoke.

## Synopsis
La deuxième saison est centrée sur l'asile psychiatrique de Briarcliff, dirigé d'une main de fer en 1964 par Sœur Jude - Judy Martin aux yeux de l'état civil - , une nonne autoritaire et sadique qui prend sa mission très à cœur, cherchant la rédemption pour une faute passée. Elle est aidée dans cette tâche par la jeune et naïve Sœur Mary-Eunice McKee, et le vicieux docteur Arthur Arden, un médecin au passé obscur qui s'adonne à des expérimentations perverses. L'établissement est sous les ordres d'un prêtre charismatique, arriviste et peu scrupuleux, Monseigneur Timothy Howard.
La région est en émoi : la police pense avoir enfin arrêté le terrible meurtrier psychopathe Bloody Face. Le malheureux Kit Walker, dont l'épouse Alma a disparu dans des circonstances très étranges, est suspecté et enfermé à Briarcliff. Le fait qu'il soit persuadé d'avoir été enlevé par des extra-terrestres la nuit du meurtre ne plaide pas en sa faveur. Le docteur Oliver Thredson, un psychiatre aux méthodes plus modernes que celles de Sœur Jude, est chargé de son expertise psychiatrique. De son évaluation dépend le sort de Kit : la chaise électrique ou l'internement à vie.
L'arrivée médiatique du présumé tueur en série à Briarcliff y attire Lana Winters, une jeune journaliste n'ayant pas froid aux yeux, obstinée à se faire connaître du monde entier. Sa curiosité est rapidement punie, et elle se retrouve elle-même internée. C'est Grace Bertrand, enfermée pour avoir tué sa propre famille, qui sert de guide aux deux nouveaux arrivants.
Alors que Kit, Lana et Grace vont tenter de s'échapper, un démon va se glisser à l'intérieur de Briarcliff, et il n'est qu'une des choses terrifiantes qui menacent les patients.

## Distribution

### Acteurs principaux
- Zachary Quinto (VF : Adrien Antoine) : Dr Oliver Thredson
- Joseph Fiennes (VF : Éric Herson-Macarel) : Mgr Timothy Howard
- Sarah Paulson (VF : Mélody Dubos) : Lana Winters, dite « Lana Banana »
- Evan Peters (VF : Hervé Grull) : Kit Walker
- Lily Rabe (VF : Anne O'Dolan) : Sœur Mary-Eunice McKee / le Diable
- Lizzie Brocheré (VF : Elle-même) : Grace Bertrand
- James Cromwell (VF : Michel Ruhl) : Dr Arthur Arden, né Hans Gruper
- Jessica Lange (VF : Béatrice Delfe) : Sœur Jude « Judy » Martin / Betty Drake

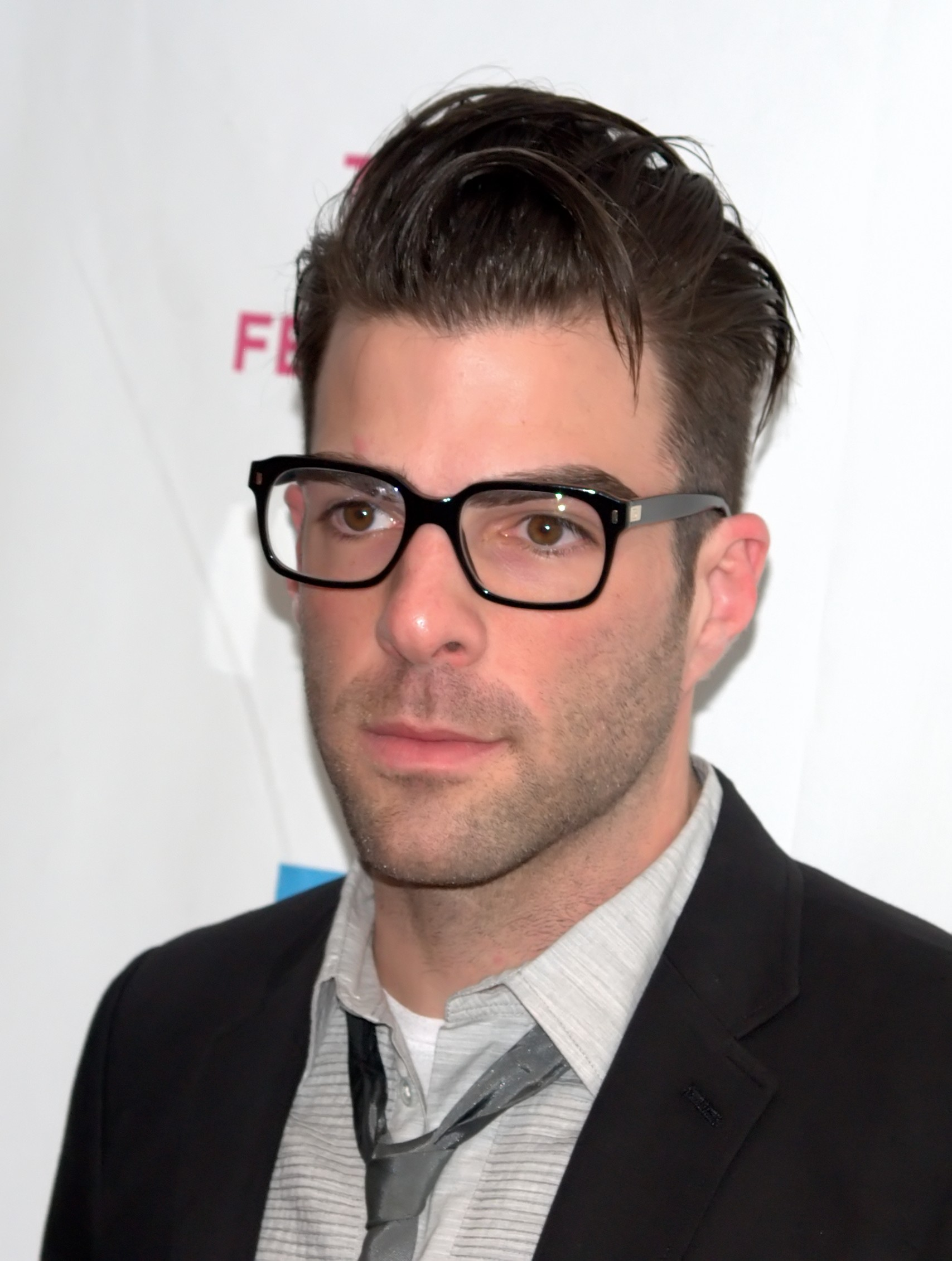
Zachary Quinto dans le rôle du Dr Oliver Thredson
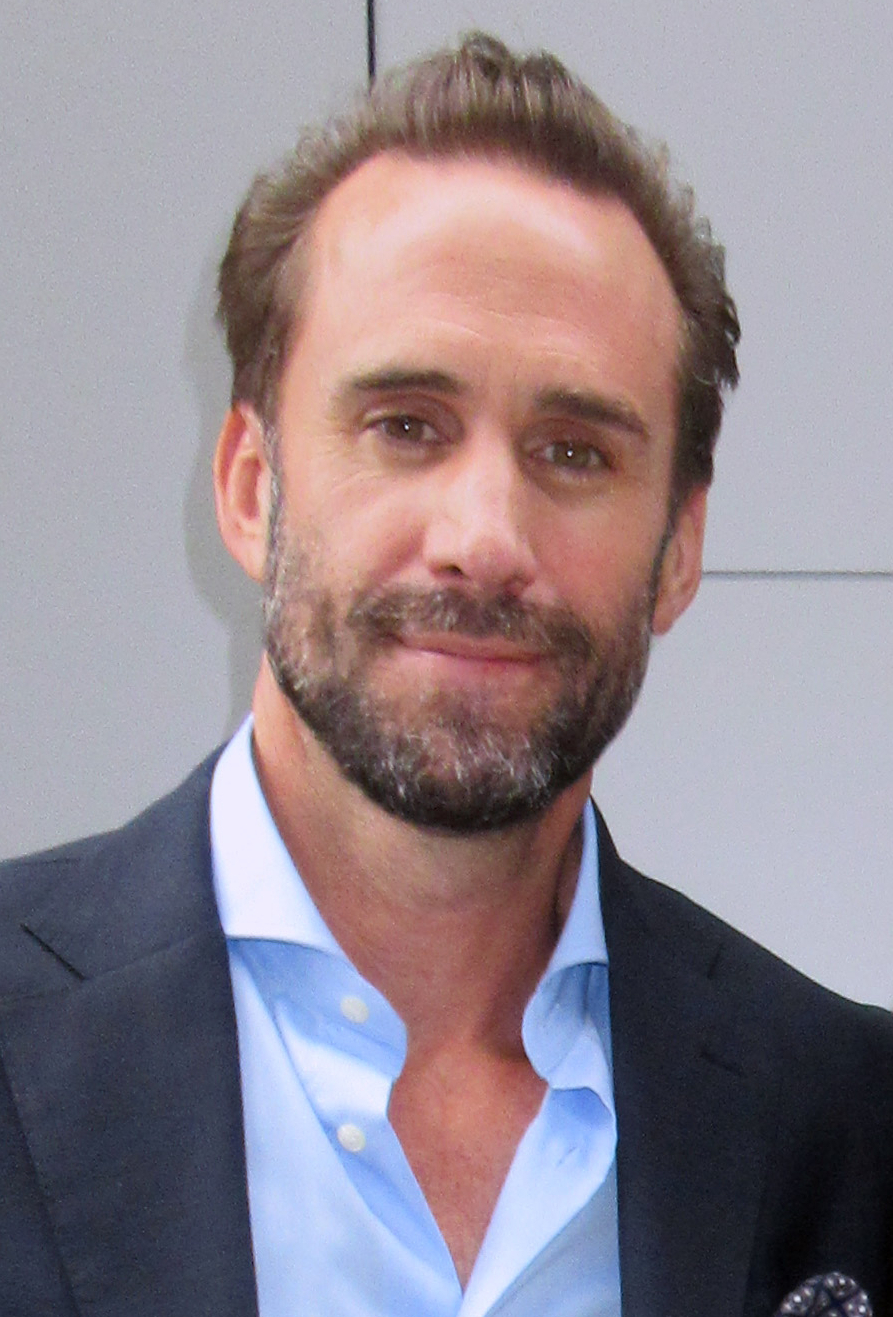
Joseph Fiennes dans le rôle de Mgr Timothy Howard
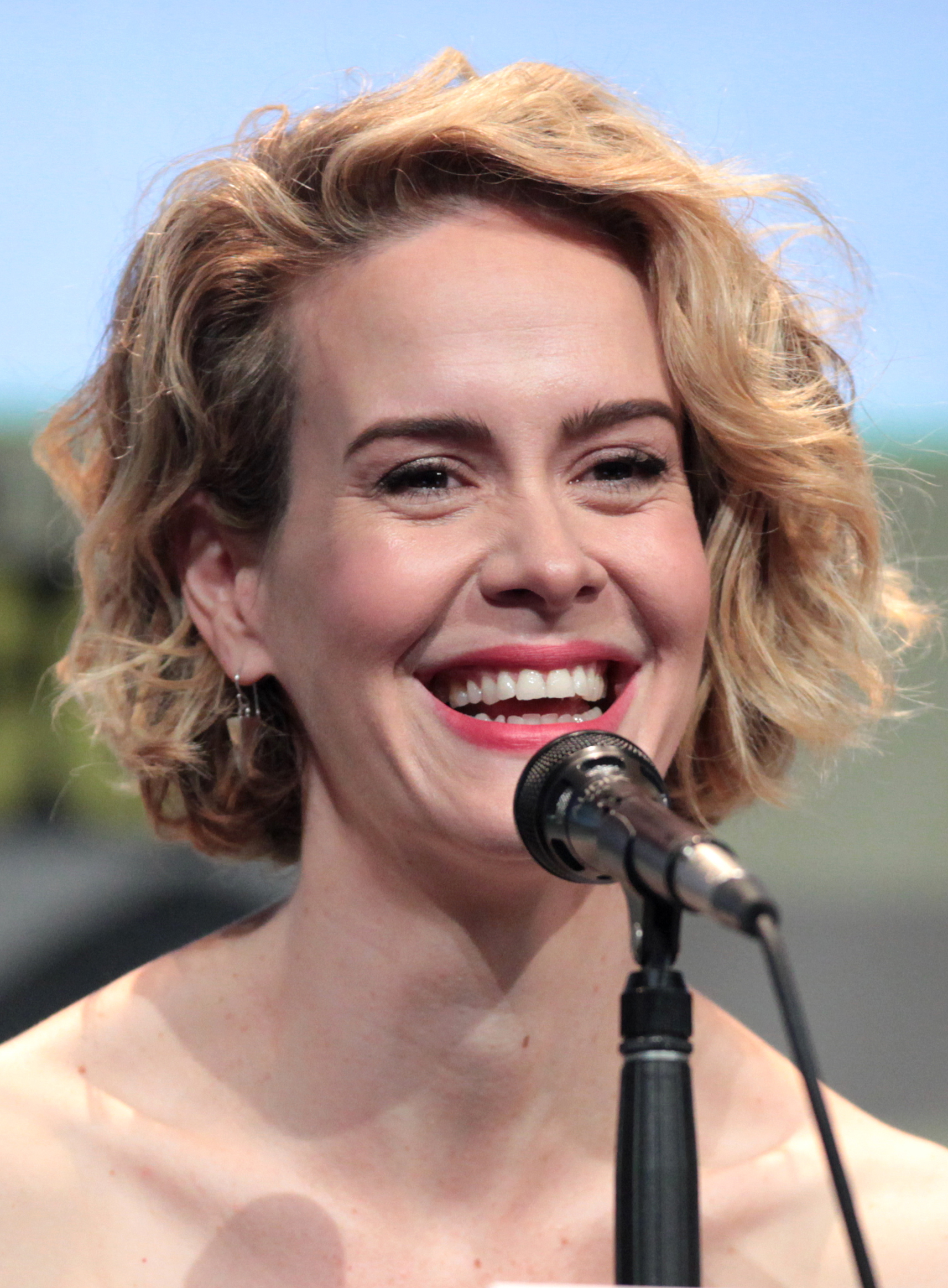
Sarah Paulson dans le rôle de Lana Winters
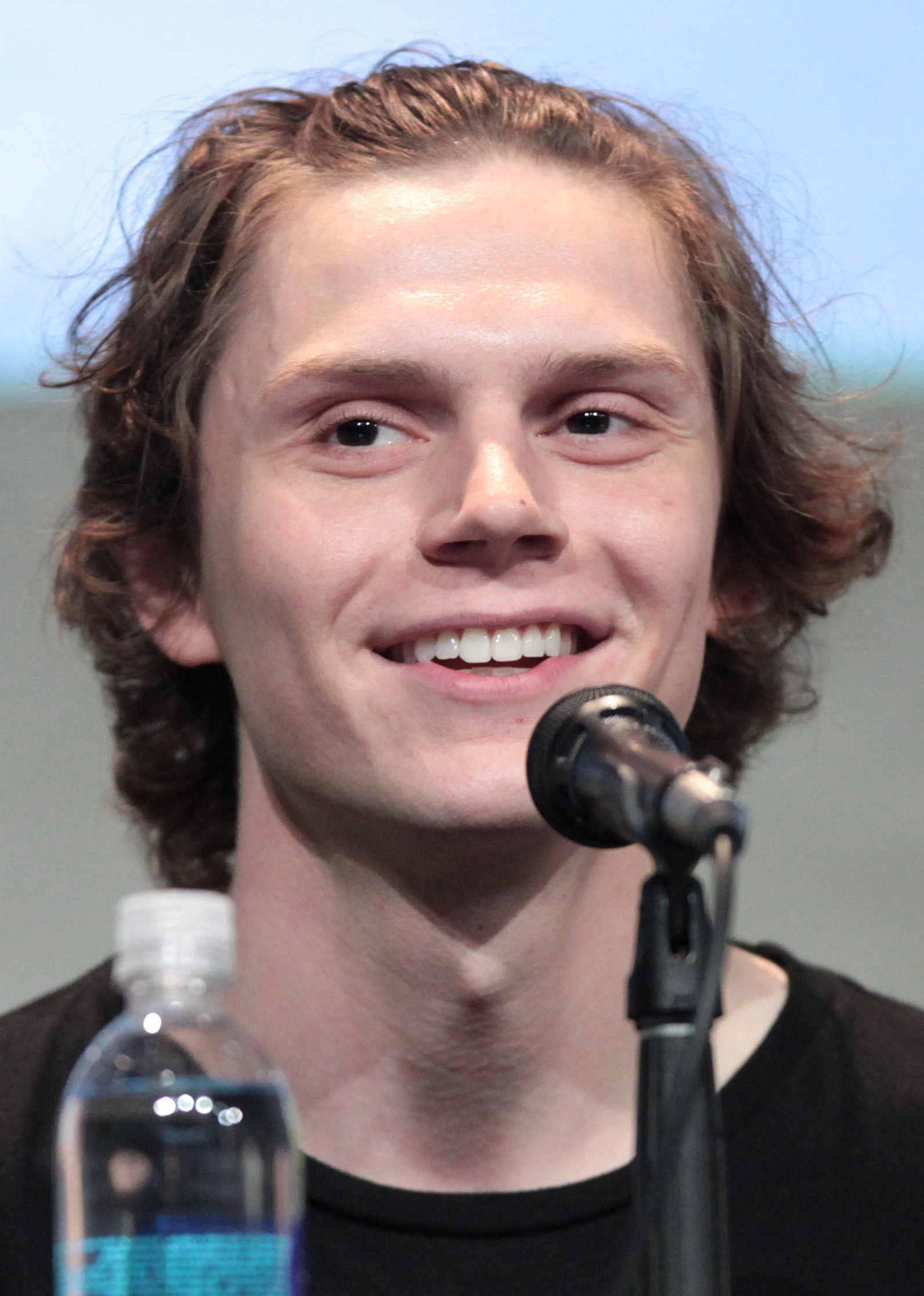
Evan Peters dans le rôle de Kit Walker
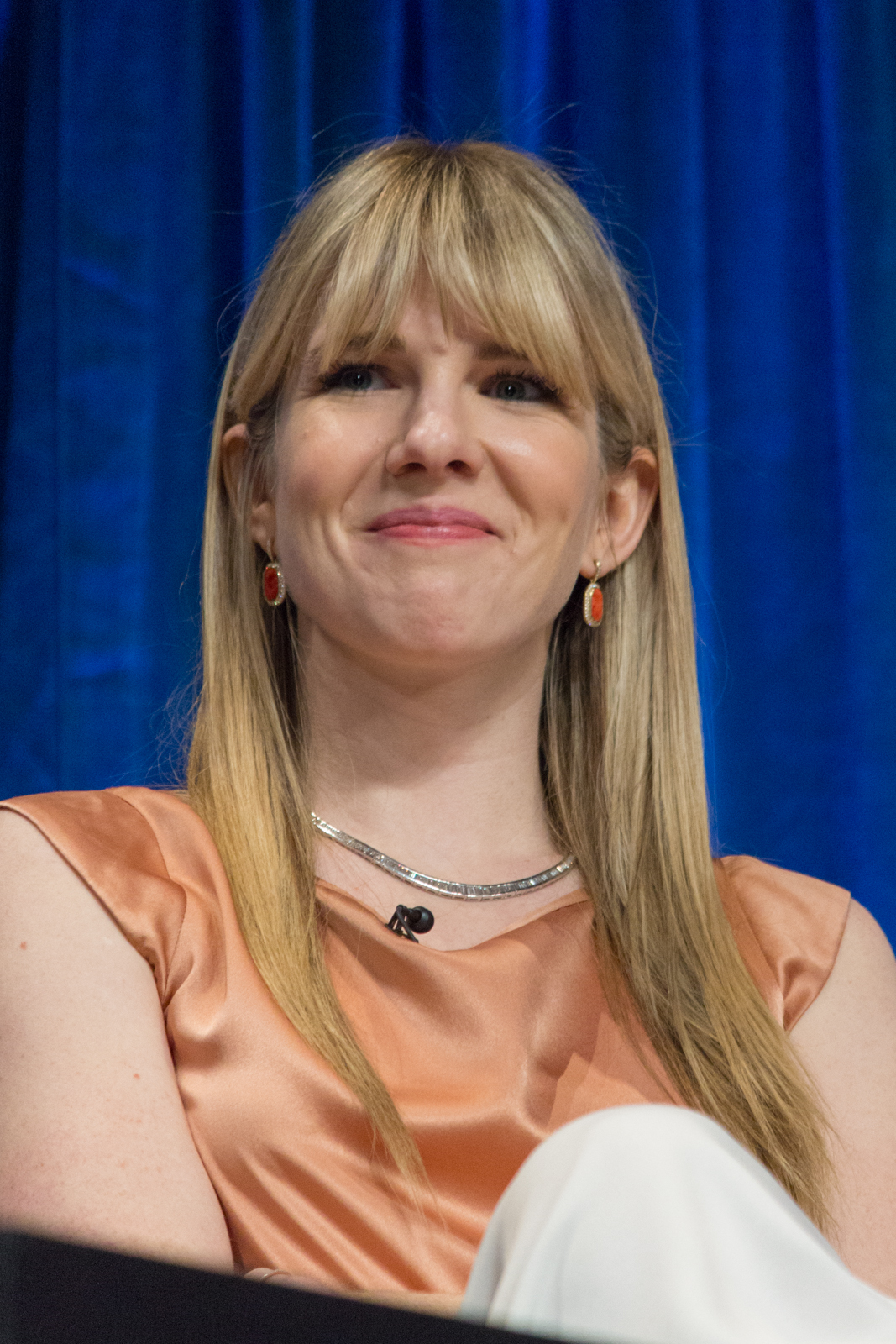
Lily Rabe dans le rôle de Sœur Mary-Eunice McKee
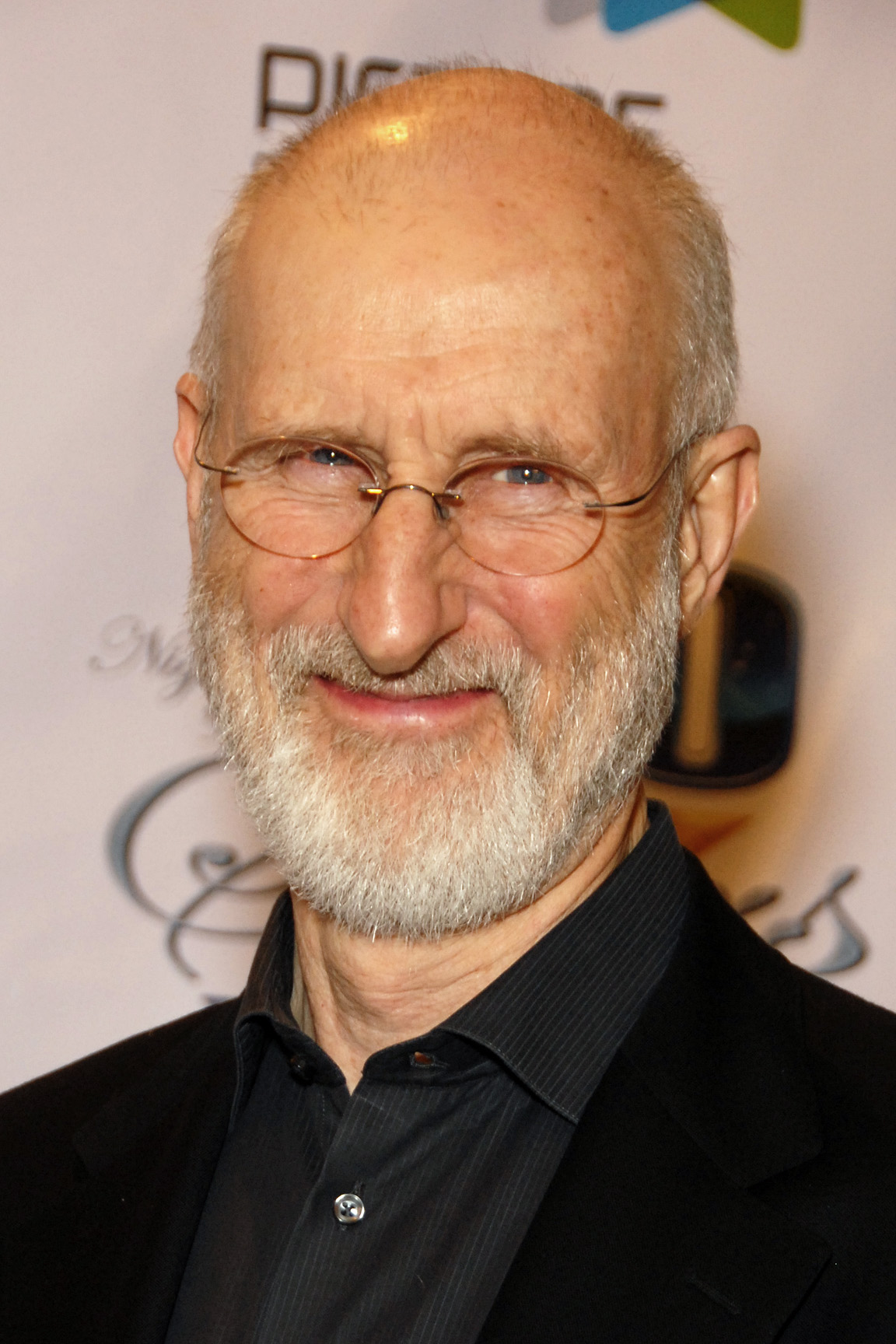
James Cromwell dans le rôle du Dr Arthur Arden, né Hans Gruper
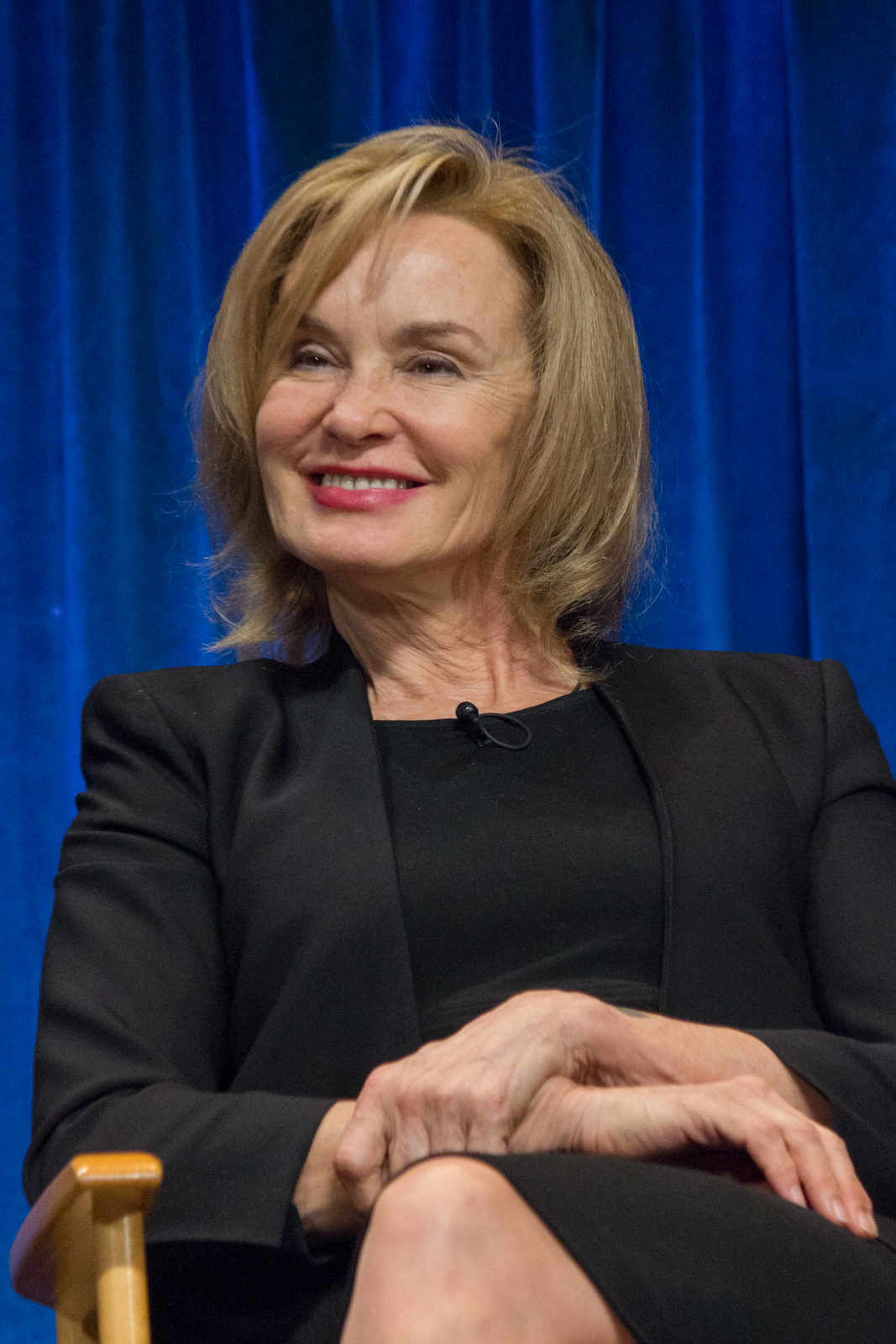
Jessica Lange Dans le rôle de sœur Jude « Judy » Martin

### Acteurs récurrents
- Naomi Grossman (VF : Cécile Marmorat) : Pepper
- Frances Conroy (VF : Anne Rochant) : Shachath, l'ange de la mort
- Chloë Sevigny (VF : Sybille Tureau) : Shelley
- Fredric Lehne (VF : Yann Guillemot) : Frank McCann
- Clea DuVall (VF : Gaëlle Savary) : Wendy Peyser
- Britne Oldford (VF : Sarah Marot) : Alma Walker
- Jenna Dewan (VF : Élodie Ben) : Teresa Morrison
- Dylan McDermott (VF : Xavier Fagnon) : Johnny Morgan / "Bloody Face"
- Mark Engelhardt (VF : Pierre Tissot) : Carl
- Barbara Tarbuck (VF : Jocelyne Darche) : Mère Supérieure Claudia
- Mark Consuelos (VF : Sébastien Finck) : Spivey
- Mark Margolis (VF : Igor de Savitch) : Sam Goodman
- Franka Potente (VF : Laëtitia Lefebvre) : Charlotte Brown / Anne Frank

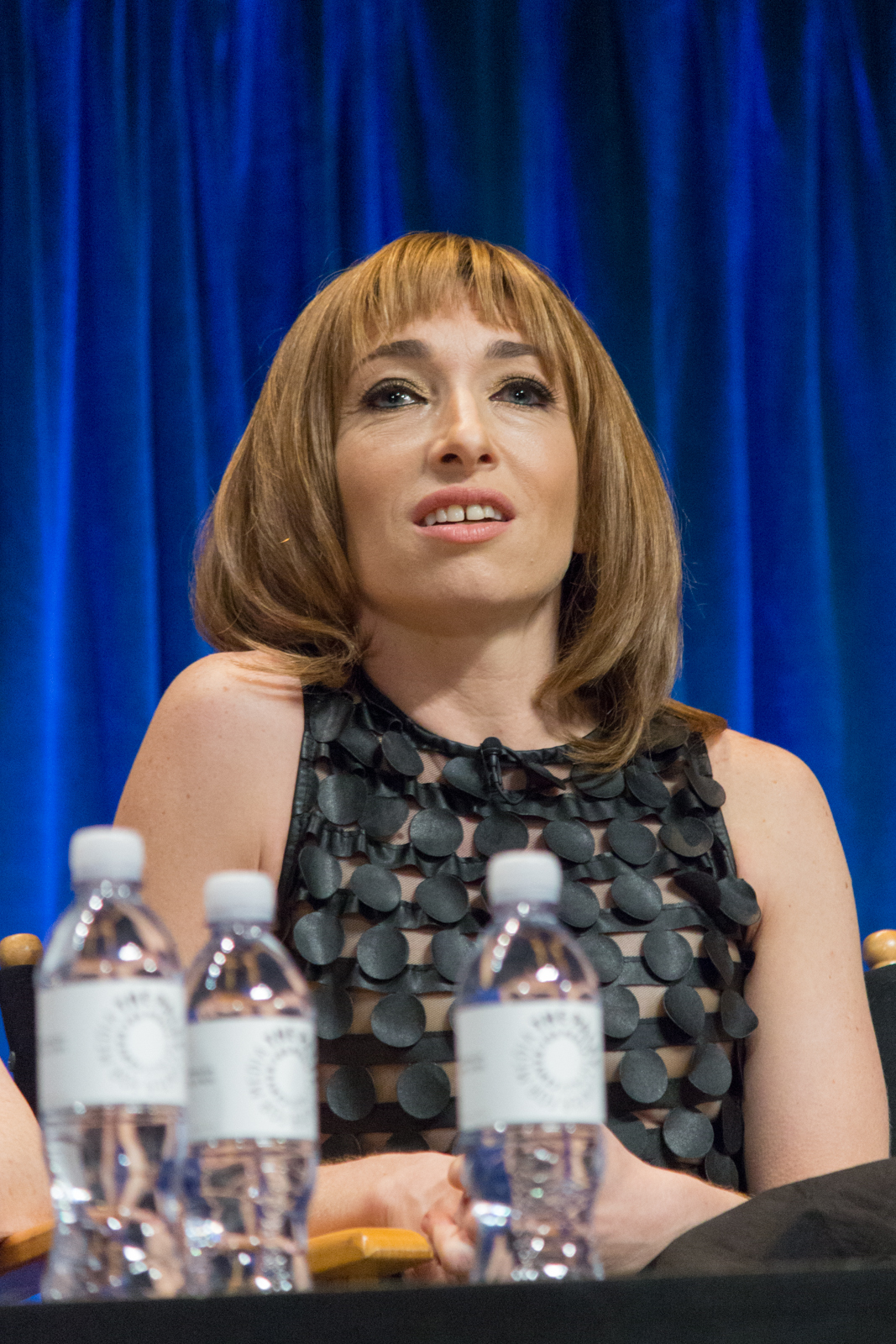
Naomi Grossman dans le rôle de Pepper
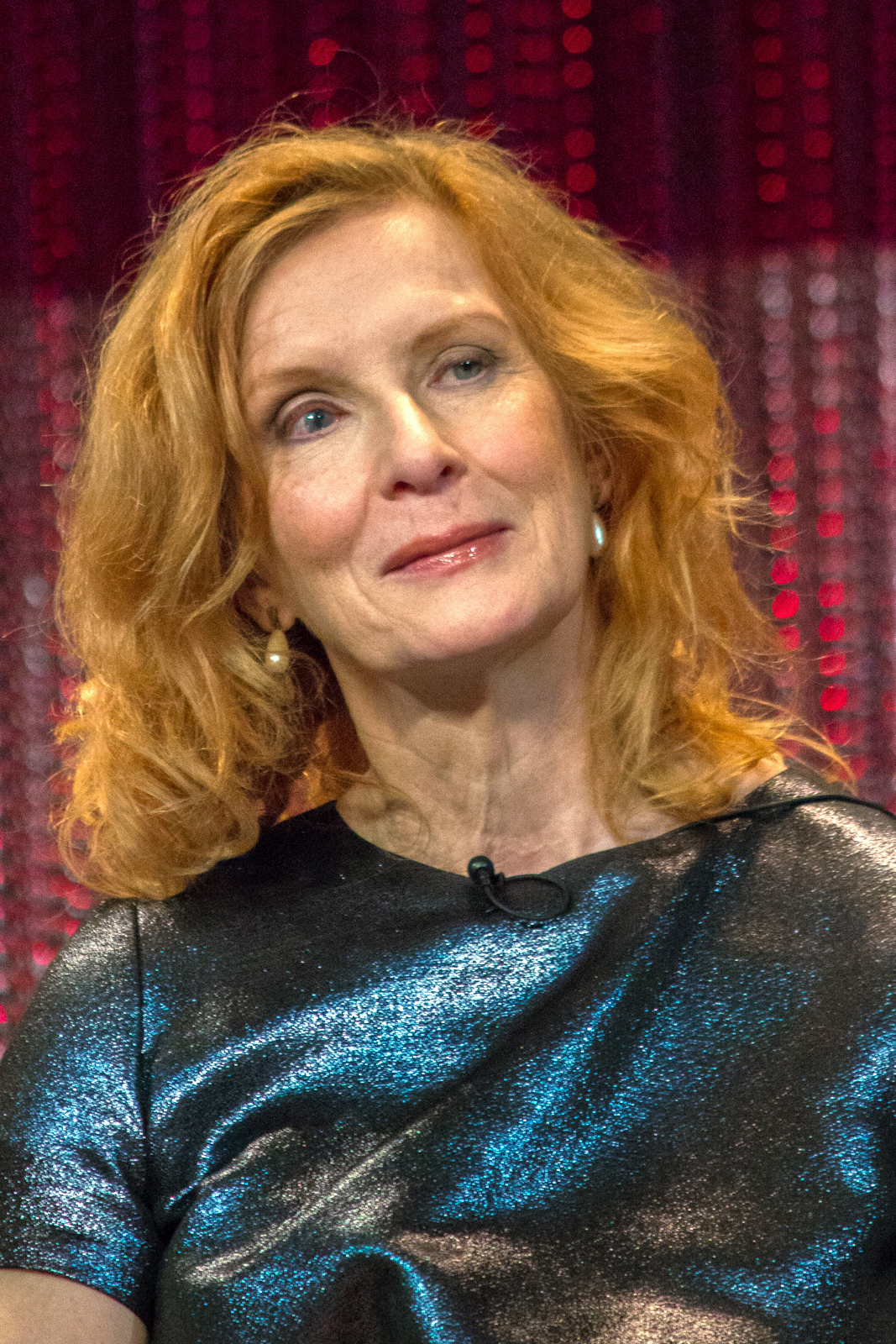
Frances Conroy dans le rôle de Shachath
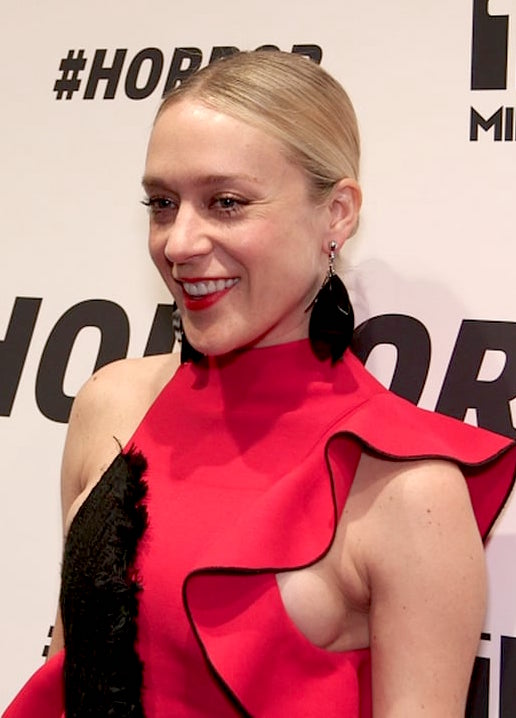
Chloë Sevigny dans le rôle de Shelley
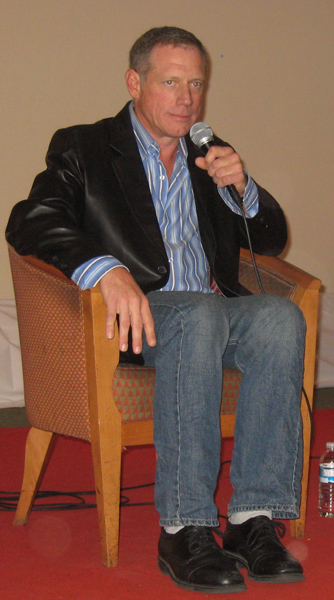
Fredric Lehne dans le rôle de Frank McCann
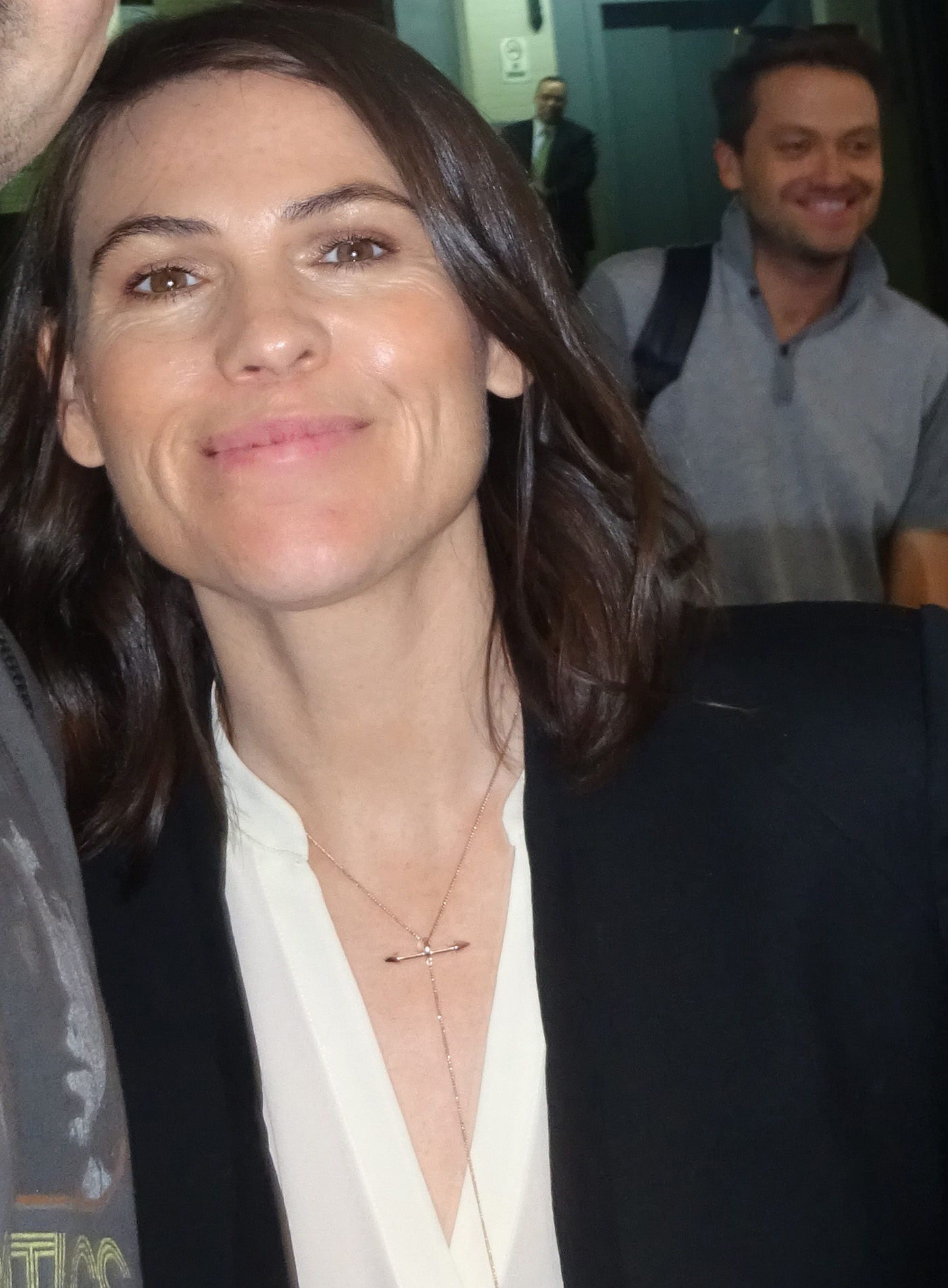
Clea DuVall dans le rôle de Wendy Peyser
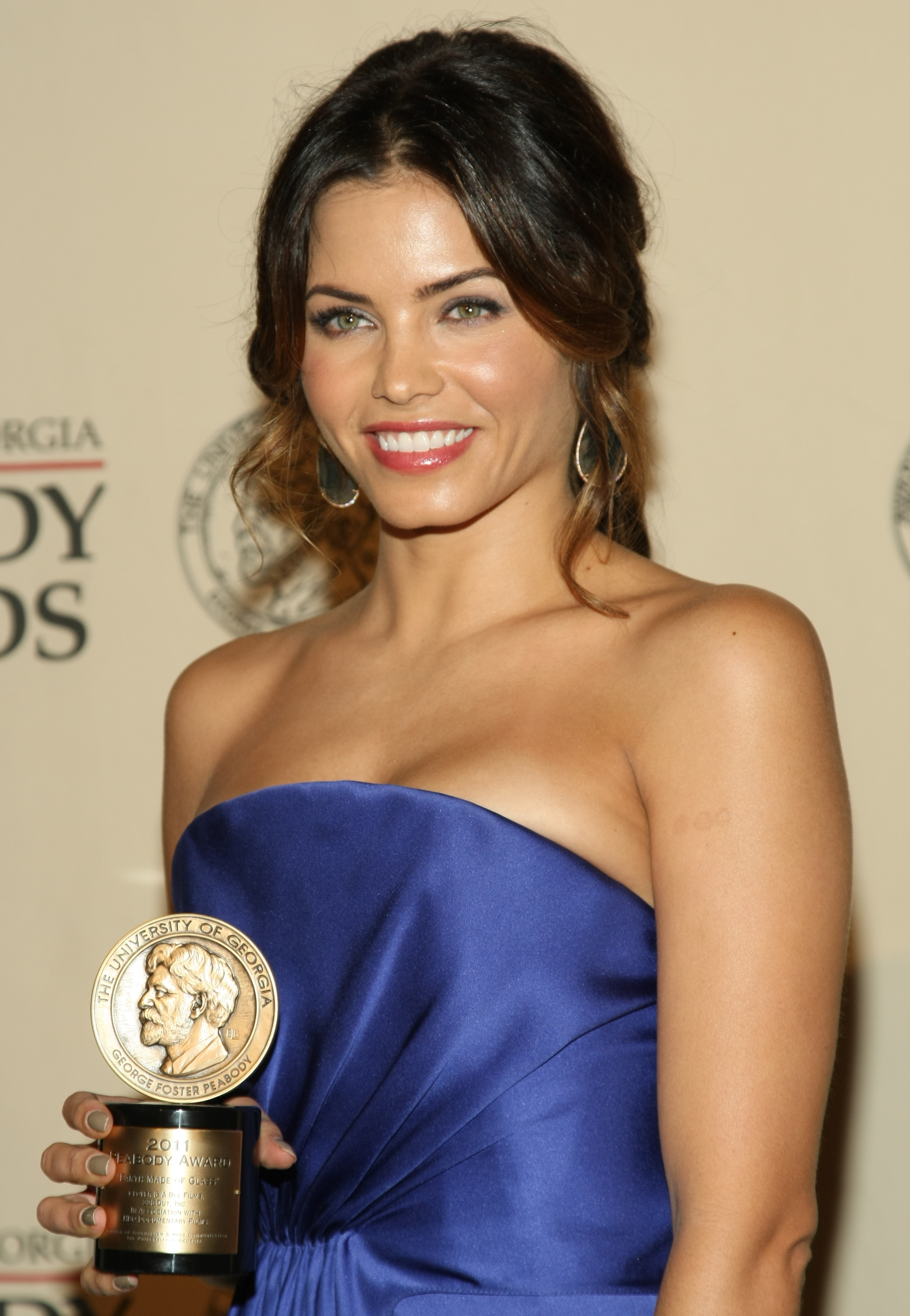
Jenna Dewan dans le rôle de Teresa Morrison
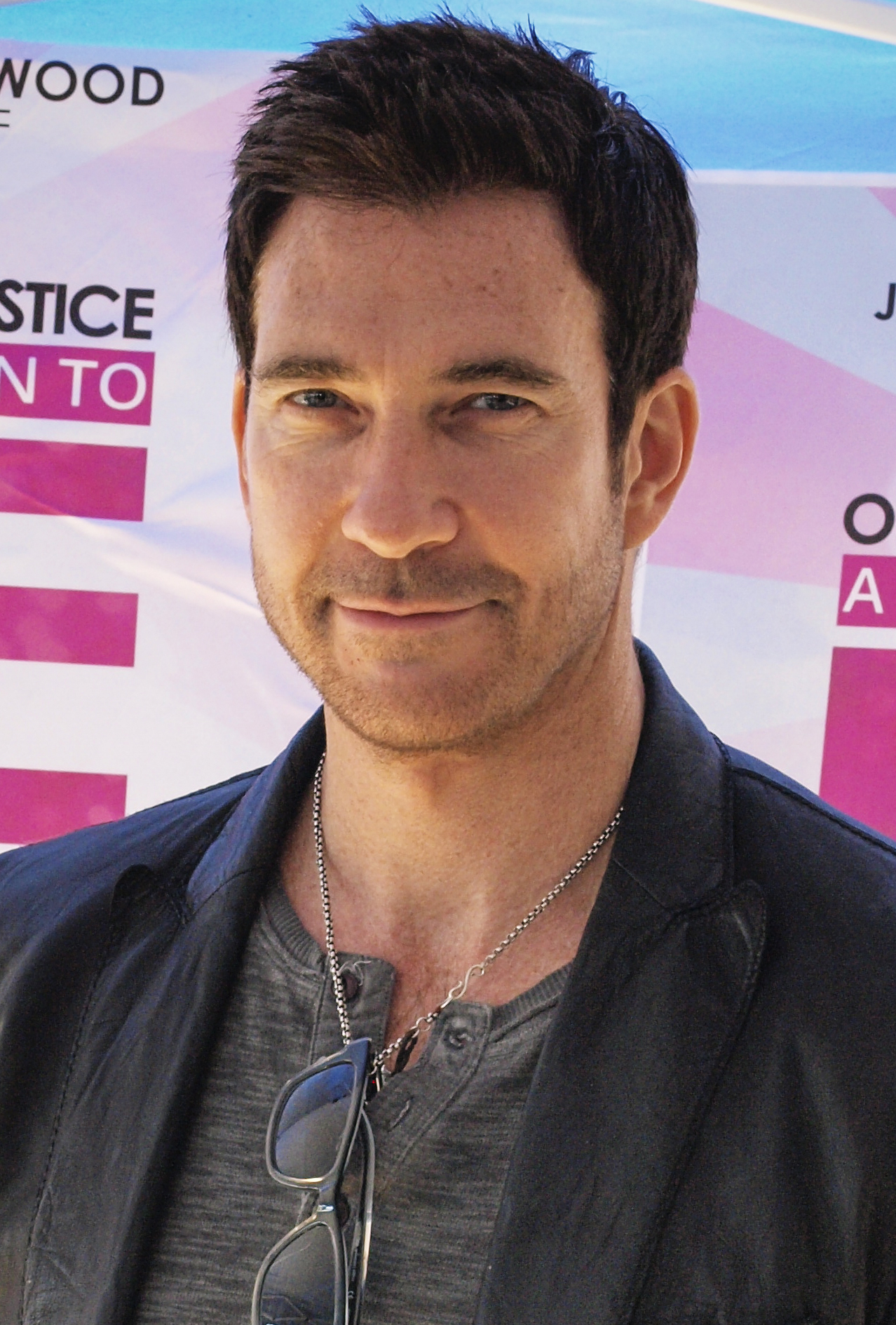
Dylan McDermott dans le rôle de Johnny Morgan
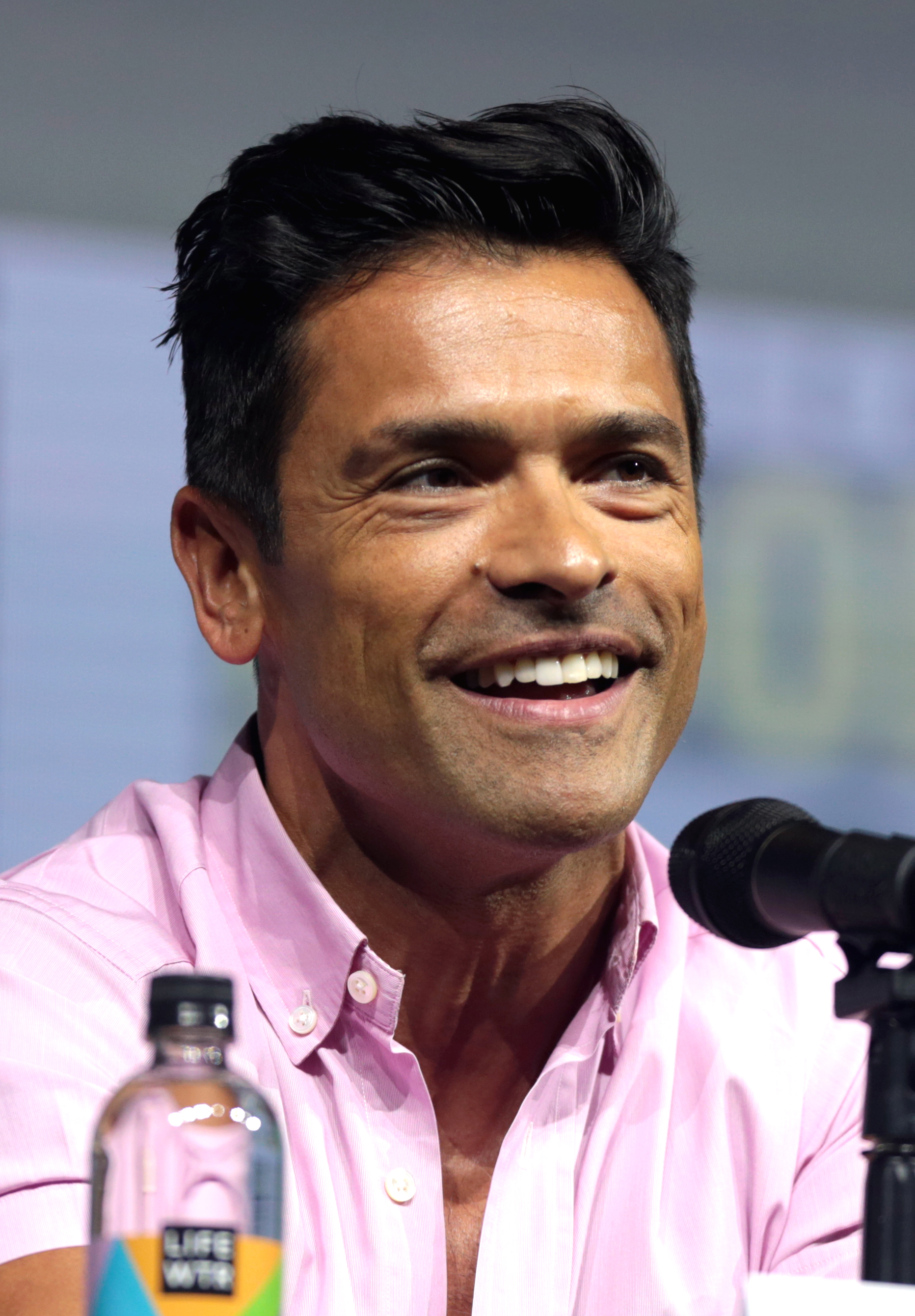
Mark Consuelos dans le rôle de Spivey
Mark Margolis dans le rôle de Sam Goodman
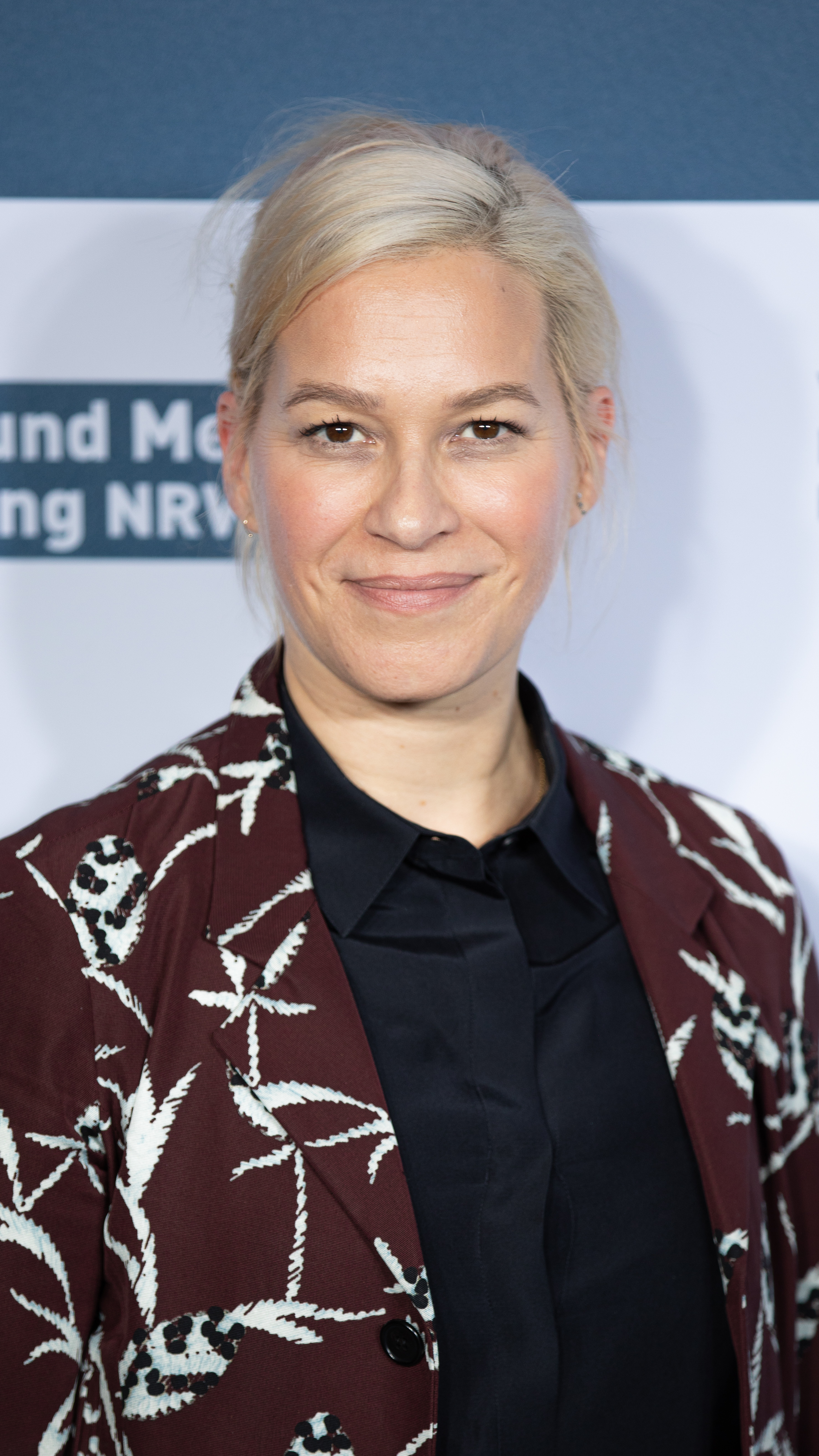
Franka Potente dans le rôle de Charlotte Brown / Anne Frank

### Invités spéciaux
- Adam Levine (VF : Loïc Houdré) : Leo Morrison (épisodes 1 à 3)
- Ian McShane (VF : Patrick Floërsheim) : Leigh Emerson (épisodes 8 et 9)

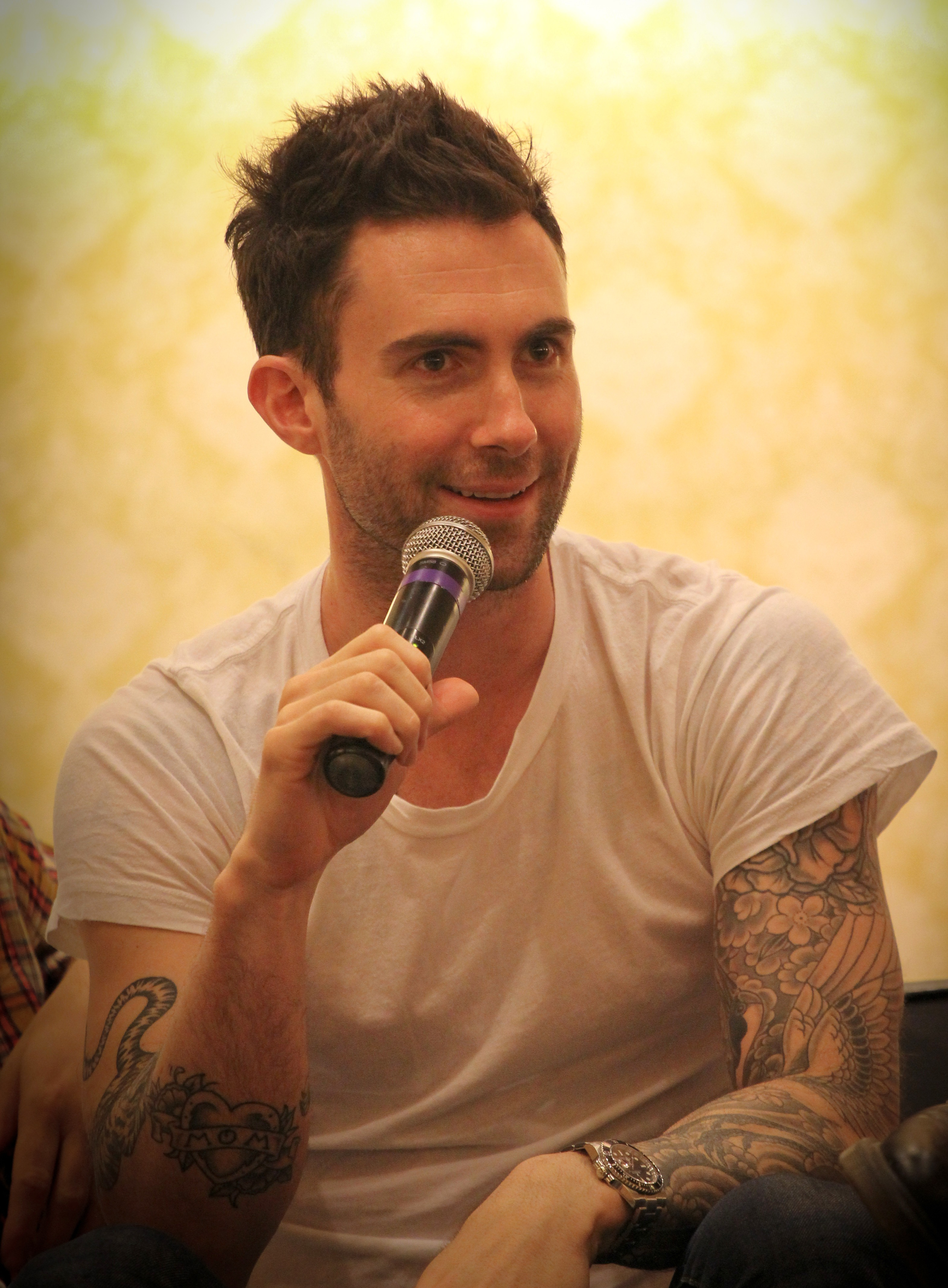
Adam Levine dans le rôle de Leo Morrison
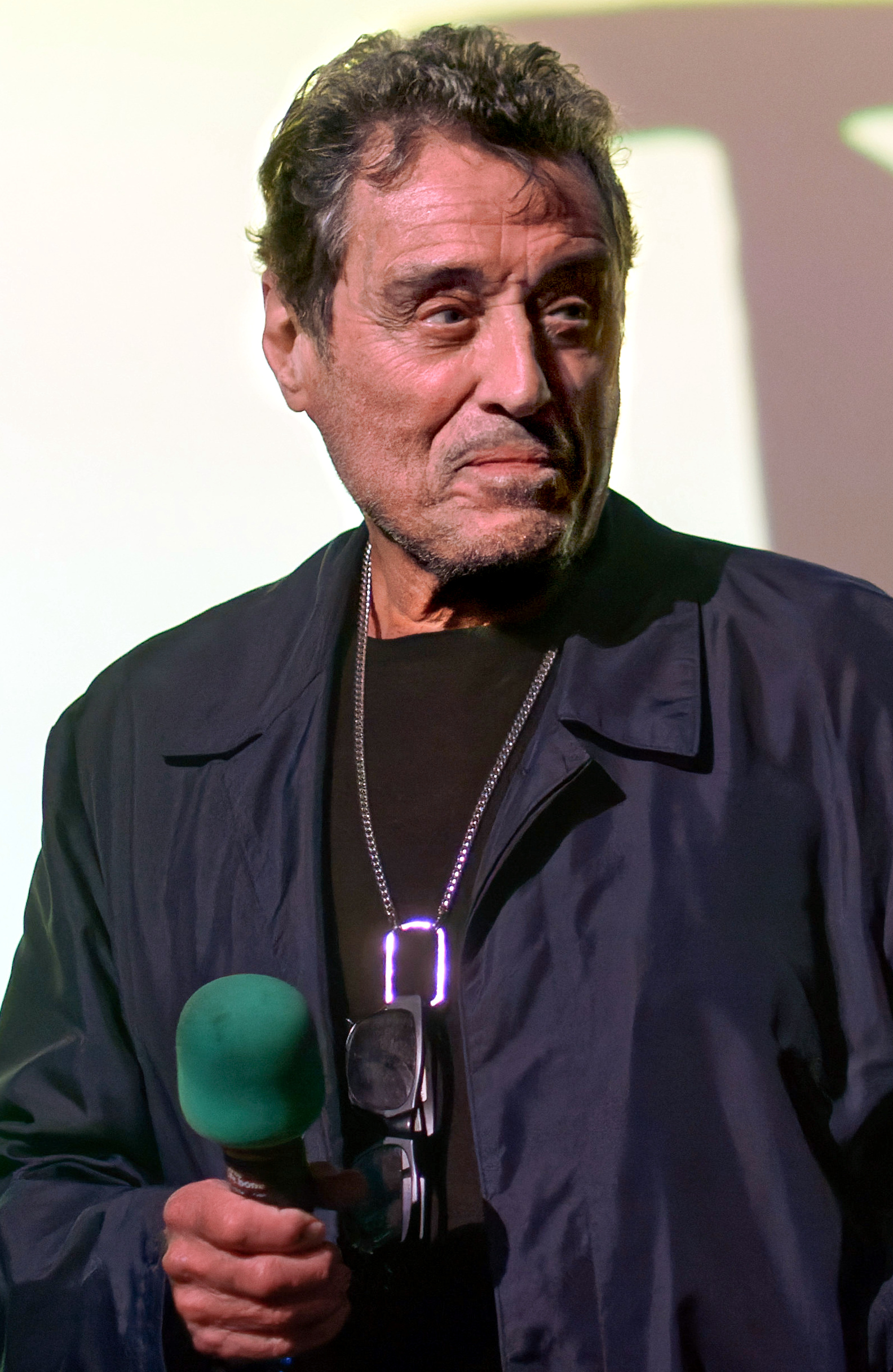
Ian McShane dans le rôle de Leigh Emerson

### Invités
- Devon Graye : Jed Potter
- Robin Weigert (VF : Maïté Monceau) : Cynthia Potter
- Andrew Rothenberg (VF : Guillaume Bourboulon) : Dr Potter
- John Aylward (VF : Michel Voletti) : Père Malachai
- Jenny Wade (VF : Christèle Billault) : une prostituée
- Matthew John Armstrong : Détective Byers
- Joel McKinnon Miller (VF : Guillaume Bourboulon) : Détective Connors
- Nikki Hahn (VF : Lucille Boudonnat) : Jenny Reynolds
- Jennifer Holland : l'infirmière Blackwell
- Amy Farrington : Mme Reynolds
- David Gianopoulos (VF : Michel Voletti) : Inspecteur John Greyson
- Bob Brancroft : Harry Kirkland
- Tehya Scarth : Susie Lancaster
- Chris McGarry : M. Lancaster
- Lara Harris (en) : Rhonda Lancaster
- Brooke Smith (VF : Véronique Augereau) : Dr Gardner
- Jill Marie Jones : Pandora
- Robin Bartlett (VF : Julie Carli) : Dr Miranda Crump
- Joan Severance : Marian
- Camille Chen : April Mayfield
- Brady Allen : Thomas Walker
- Chandler Kinney : Julia Walker

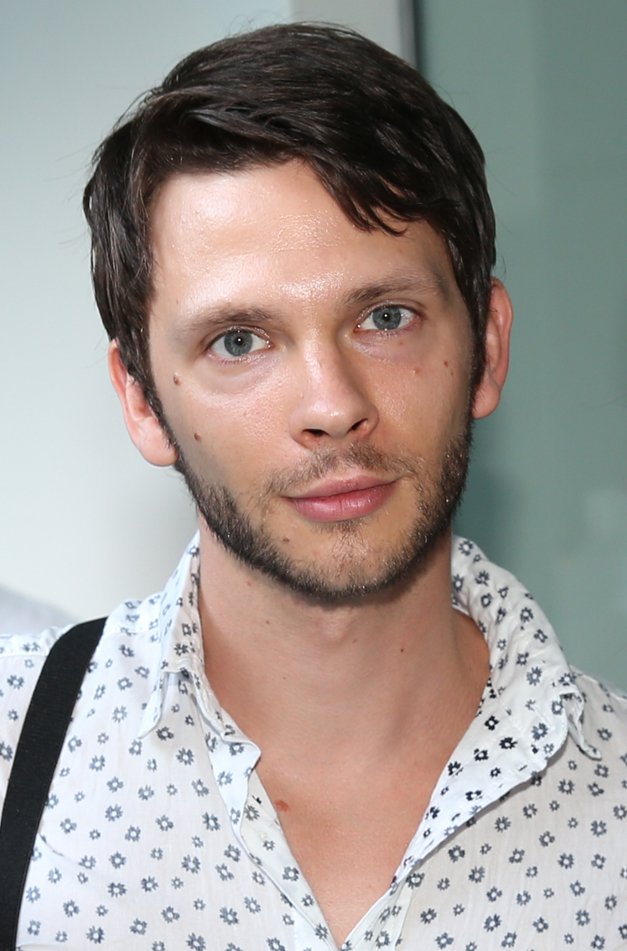
Devon Graye interprète Jed Potter
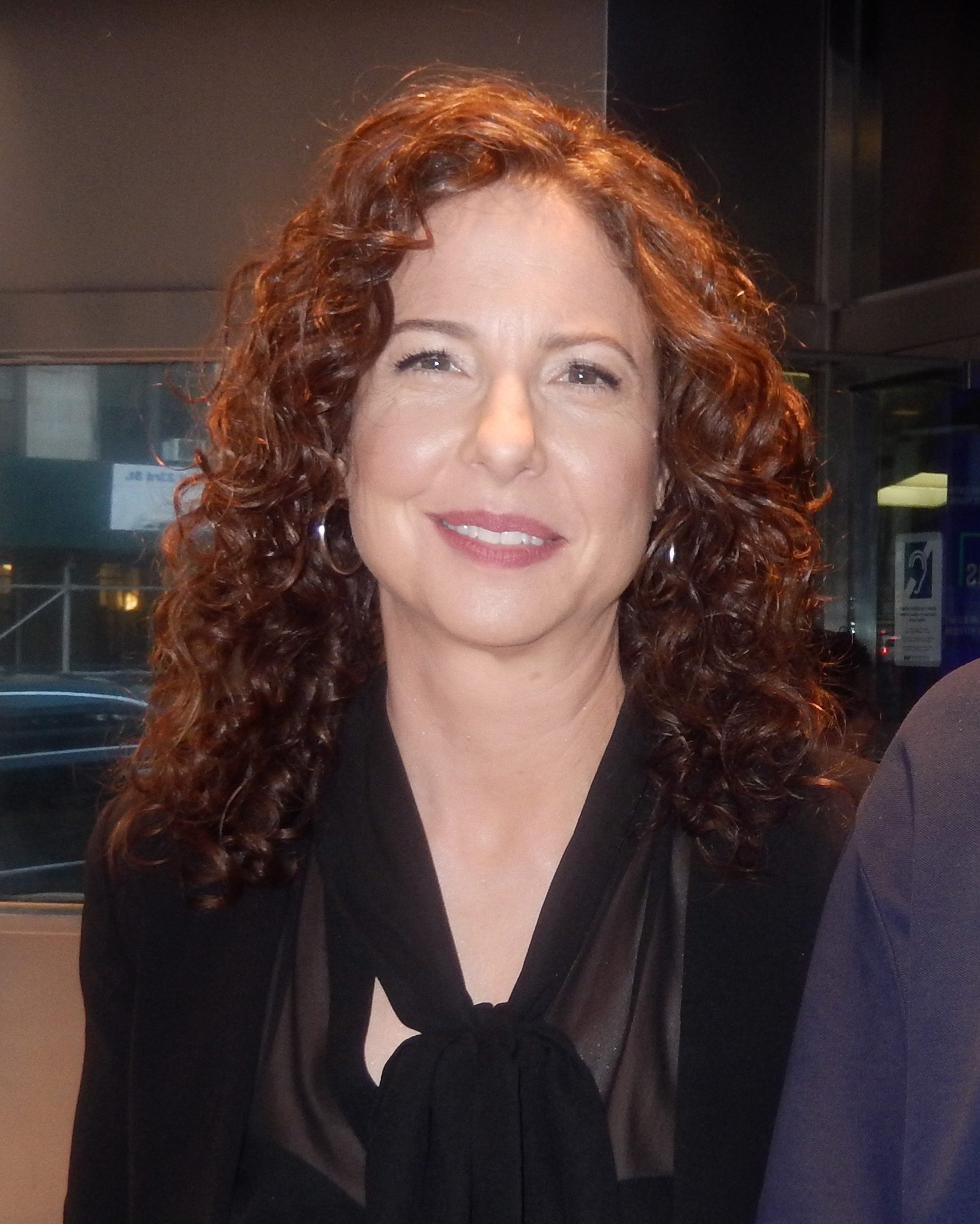
Robin Weigert dans le rôle de Cynthia Potter
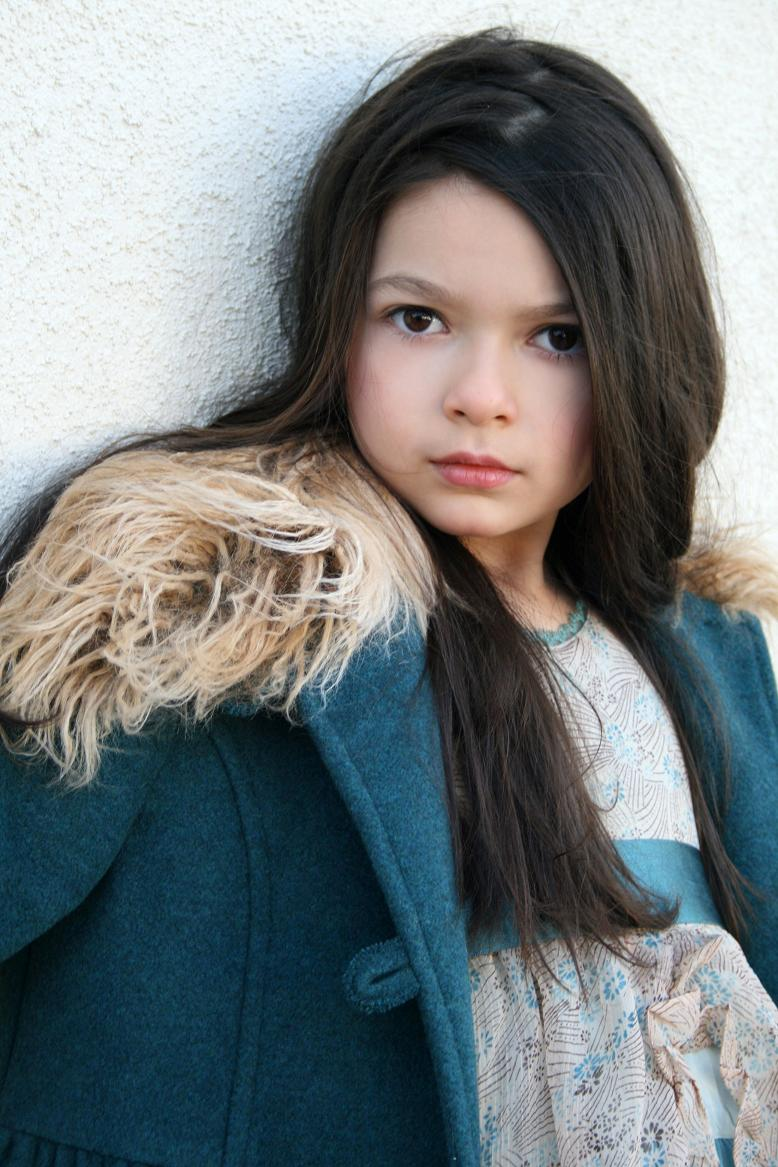
Nikki Hahn interprète Jenny Reynolds
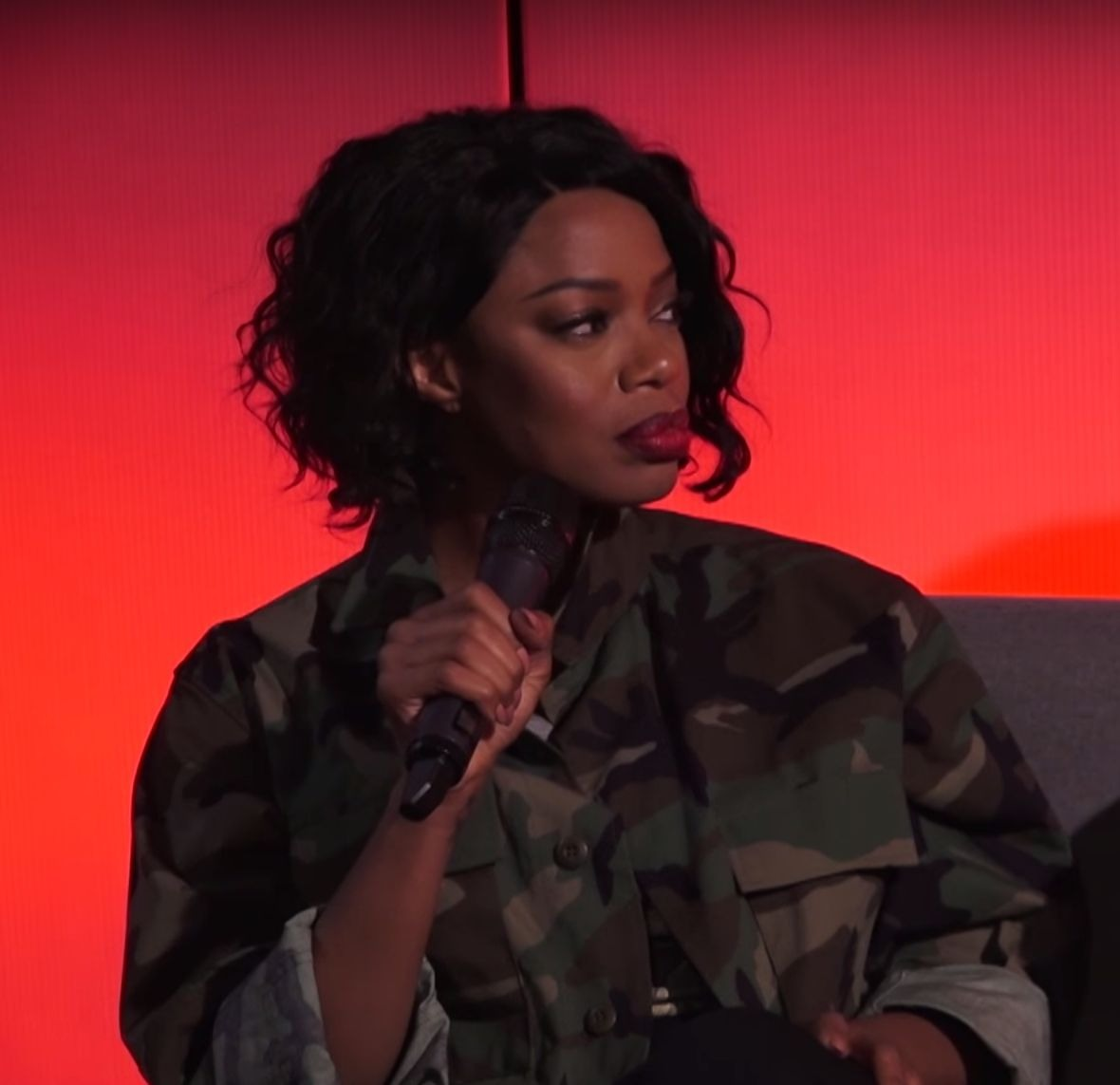
Jill Marie Jones dans le rôle de Pandora

## Production

### Développement
« Ce que vous avez vu dans la première saison, marque la fin de la maison des Harmon. La deuxième saison de cette série se passera dans une tout nouvel habitat, voire une maison hantée. Tout comme cette année, chaque saison de la série aura un début, un milieu, et une fin. La seconde saison ne se déroulera pas à Los Angeles. Ça sera évidemment aux États-Unis, mais dans un lieu totalement différent. »

— Ryan Murphy sur la deuxième saison d’American Horror Story.
En octobre 2011, la chaîne FX renouvelle la série pour cette saison. En décembre 2011, Ryan Murphy annonce des changements de personnages et de lieu d'intrigue, pour cette seconde saison.
À la fin de la première saison, Ryan Murphy parle de ses projets de changement de casting et de lieu d'intrigue, pour la deuxième saison. Il a cependant affirmé que certains acteurs de la première saison seraient de retour: "Les personnages qui reviennent joueront dans des rôles complètement différents, dans de nouveaux rôles… des créatures, des monstres, etc. Les histoires autour de la famille Harmon sont finies". La deuxième saison se déroulera dans un manoir pour criminels dangereux, sur la côte Est, appelé Briarcliff.
« C'est un monde complètement différent de la Saison 1, il n'y a aucune référence à la première saison… La deuxième saison se déroule dans une période complètement différente » commente Ryan Murphy. En mai 2012, il révèle que l'intrigue a lieu dans un asile psychiatrique, tenu par le personnage de Jessica Lange, dans les années 1960.
En juillet 2012, Ryan Murphy commente la deuxième saison : « Tous les personnages paraissent tellement différents, ceux qui étaient ennemis l'année dernière sont alliés cette année. C'est incroyable. C'est 1964, alors tout paraît très différent. »
Ryan Murphy a également déclaré à TV Guide qu'il n'y aurait aucun fantôme dans la deuxième saison : « Je pense que l'histoire est terrifiante, c'est une pièce d'époque, dans un asile psychiatrique, largement inspiré de la réalité, et la réalité est toujours plus terrifiante que la fiction. »
En août 2012, il annonça le nom de la seconde saison en déclarant : « Nous avons choisi 'Asylum' car ça ne décrit pas seulement le contexte—un asile psychiatrique tenu par le personnage de Jessica Lange qui était autrefois le service tuberculose—ce dernier est également un havre de paix pour les non-aimés, et les non-voulus… cette année, le thème est à la santé mentale… il aborde les horreurs de la vie. »
Le producteur Tim Minear est promu producteur délégué, et continuera d'écrire à commencer par le premier épisode de cette nouvelle saison.

### Distribution des rôles
En mars 2012, Ryan Murphy révèle que la seconde saison est centrée autour du personnage de Jessica Lange : "Ça sera vraiment une "série Jessica Lange", donc je suis très excité à cette idée. Nous sommes en train de concevoir cet étonnant personnage, totalement opposé à son ancien personnage de Constance. Nous avons parlé ensemble de différentes choses. Elle a un tas d'idées, et beaucoup de choses à apporter à son personnage. Elle m'a raconté qu'il y a beaucoup de rôles dont elle a toujours souhaité jouer, en tant qu'actrice. Son personnage est Sœur Jude, une nonne sadique
Zachary Quinto, qui avait le rôle récurrent de Chad dans la première saison, a été confirmé en tant qu'un des acteurs principaux de la nouvelle saison ; il jouera le rôle du Dr Oliver Thredson, un psychiatre aux méthodes et traitements plus novateurs que ceux de Sœur Jude, qu'il considère comme étant de la barbarie,,. Son personnage est sain d'esprit et très assagi. 
Au festival télévisé de William S. Paley, il a été confirmé que Evan Peters, Sarah Paulson, et Lily Rabe reviendraient dans cette nouvelle saison. 
Le personnage Lana Winters, interprété par Sarah Paulson, est une journaliste homosexuelle qui s'est fait interner au sein de l'asile par sa propre petite-amie,. 
Le personnage de Sœur Mary-Eunice, interprété par Lily Rabe, mettra en scène la subordonnée de sœur Jude, son apprentie en quelque sorte,. Enfin, Evan Peters interprétera Kit Walker, un jeune homme accusé du meurtre de sa femme Alma, dont il clamera innocence, disant qu'elle a été enlevée par des aliens,. 
Ryan Murphy déclare qu'Evan Peters « qui était le méchant, la saison précédente, sera le héros cette année. »
Il a été rapporté en mars 2012 que l'apparition d'Adam Levine, leader du groupe Maroon 5, dans cette nouvelle saison, était en négociation. Il jouera le rôle de Leo, un personnage de l'époque actuelle, qui est en couple, selon Tim Stack, dans le Entertainment Weekly,. Adam Levine a révélé à E! en juin 2012 : « Mon personnage sera un jeune homme à peine marié, qui va faire une lune de miel avec sa femme… je ne veux pas vous en dire trop, mais c'est gore ». Jenna Dewan-Tatum jouera le rôle de sa femme, Teresa.
En avril 2012, Lizzie Brocheré a été engagée pour jouer le rôle de Grace, une jeune femme décrite comme « féroce, extrêmement sexuelle, et dangereusement sexy » par le nouveau personnage de Jessica Lange, mais son rôle sera très vite et fortement remanié,. 
En mai 2012, James Cromwell est engagé dans le rôle du Dr Arthur Arden, un homme qui travaille dans l'asile et qui pourrait être un nazi,,,.  
Chloë Sevigny jouera le rôle de Shelley, une nymphomane dont le mari l'a placée dans l'asile,. 
En juin 2012, Joseph Fiennes rejoint le casting pour interpréter le rôle de Monsignor Timothy Howard, un possible intérêt amoureux pour le personnage de Sœur Jude,,,. 
Toujours en juin, Chris Zylka rejoint la troupe pour jouer Daniel, décrit comme le plus bel homme que la Terre ai jamais porté, sourd et muet, mais sera finalement remplacé par Casey Wyman du fait sa réticence à se raser les cheveux pour le rôle.   
Le rôle d'Alma, la supposée femme morte/disparue de Kit, est interprété par Britne Oldford,. 
En juillet 2012, Mark Consuelos rejoint le casting pour jouer le rôle d'un patient nommé Spivey, qui est décrit comme une brute dégénérée.  
Toujours en juillet, Clea DuVall est engagée pour interpréter le personnage de Wendy, une professeur d'école. 
Franka Potente est également dans le casting, dans un rôle non spécifié,. 
Le 6 août 2012, Blake Sheldon jouera le double rôle, de Devon et Cooper, tous deux décrits comme « grands, maigres et psychopathes. » Finalement, Sheldon jouera seulement Cooper. 
L'actrice Frances Conroy (Moira dans la première saison) apparaîtra dans cette saison dans le rôle « d'un ange » selon Ryan Murphy. 
Le gagnant des Emmy Awards, Eric Stonestreet est à nouveau invité à apparaître dans cette saison, dans le rôle d'un tueur en série. La scène fut tournée mais fut par la suite coupée au montage.  
Mark Margolis apparaîtra dans le rôle de Sam Goodwin. 
David Chisum et Amy Farrington apparaîtront pour jouer respectivement les rôles d'un mari soucieux, et d'une mère troublée. 
Mi-octobre, Ian McShane rejoint le casting de la saison dans un rôle inconnu. Son personnage sera ennemi avec Sœur Jude. 
Dylan McDermott est invité à faire son apparition dans la saison, dans un certain rôle.

### Tournage
Le tournage de la deuxième saison a commencé le 17 juillet 2012, le premier épisode ayant été planifié pour mi-octobre 2012. L'extérieur est filmé à Hidden Valley dans le comté de Ventura en Californie dans une zone rurale à l'extérieur de Los Angeles.

### Diffusion
- Aux États-Unis, la saison est diffusée depuis le 17 octobre 2012 sur FX.
- Au Canada, elle est diffusée en simultané sur FX Canada.
- La diffusion francophone se déroule ainsi :
En France, du 6 avril 2013 au 11 mai 2013 sur Ciné+ Frisson
Au Québec, elle est diffusée depuis le 4 septembre 2013 sur AddikTV[43]

## Liste des épisodes

### Épisode 1:Bienvenue à Briarcliff
- États-Unis /  Canada : 17 octobre 2012 sur FX / FX Canada
- France : 6 avril 2013 sur Ciné+ Frisson
  - 13 juillet 2022 sur Disney+
- Québec : 4 septembre 2013 sur AddikTV[44]

- États-Unis : 3,85 millions de téléspectateurs[45] (première diffusion)

- Chloë Sevigny (Shelley)
- Adam Levine (Leo Morrison)
- Jenna Dewan-Tatum (Teresa Morrison)
- Clea DuVall (Wendy Peyser)
- Mark Consuelos (Spivey)
- Britne Oldford (Alma Walker)
- Joe Egender (Billy)
- Mark Engelhardt (Carl)
- Marc Aden Gray (Papa)
- Naomi Grossman (Pepper)
- Gloria Laino (La mexicaine)
- Henry G. Sanders (Willie)

2012
Leo et Teresa, deux férus d'horreur, décident de visiter des lieux hantés lors de leur lune de miel. Ils explorent le manoir de Briarcliff, un ancien asile psychiatrique et sanatorium abandonné, soi-disant hanté par des milliers d'âmes mortes de la tuberculose. Le couple commence à faire l'amour dans le bâtiment. Teresa s'interrompt lorsqu'elle entend un bruit dans l'asile, promettant à Leo de se rattraper s'ils partent enquêter. Ils arrivent face à une porte verrouillée avec une trappe alimentaire, dans laquelle Leo entre son bras, où il est sectionné par une cause indéterminée.
Alors que Leo est en état de choc et saigne énormément, Teresa utilise sa ceinture comme d'un garrot et part chercher de l'aide. Elle court jusqu'à la porte principale mais la trouve verrouillée de l'extérieur. Elle découvre un tunnel caché et se retourne face à Bloody Face, portant un masque de chair humaine.
1964
Kit Walker est un jeune homme travaillant dans une station-essence et vivant une vie modeste avec Alma, sa femme. Malheureusement, la peur de l'ostracisme social les force à garder secret leur mariage interracial. Un soir, une série d'explosions inexpliquées, de lumières aveuglantes, de bruits assourdissants et des phénomènes d'antigravité se produisent au cours desquels Alma disparaît et Kit est assommé.
Lana Winters est une journaliste ambitieuse envoyée à Briarcliff par le journal dans lequel elle travaille afin d'écrire un article sur l'internement du célèbre tueur en série que la presse surnomme « Bloody Face ». Sœur Jude, qui dirige de manière autoritaire et sadique l'institut, n'apprécie pas Lana et ses questions constantes. Sous les yeux de tout le monde, Sœur Jude entretient des sentiments pour le fondateur de l'asile, Monseigneur Timothy Howard, un prêtre ambitieux ayant pour but de devenir pape. Quand le meurtrier accusé sort de la voiture de police, il s'agit de Kit, accusé d'avoir dépouillé vivantes trois femmes — Alma y compris — et interné dans l'asile en attendant un diagnostic de sa santé mentale afin de l'amener à la barre. Il dément avoir tué qui que ce soit et assure que la disparition d'Alma est due à l'apparition d'extraterrestres, ce que Sœur Jude réfute absolument.
Dans la salle commune de l'asile, Kit rencontre les autres patients, comme Shelley, une nymphomane entretenant des relations sexuelles avec les aides-soignants, et Grace, une patiente qui semble saine d'esprit, qui avertit Kit de ne jamais arrêter le disque de Dominique qui tourne constamment dans la salle commune. L'un des patients commence une bagarre avec Kit après avoir proliféré des remarques racistes envers Alma. Les deux hommes commencent à se battre avant d'être séparés par Sœur Jude. Kit est emmené en cellule d'isolement.
Sœur Jude a une conversation avec le docteur Arthur Arden, le physicien de l'unité médicale de l'institut. Elle ne lui fait pas confiance à cause de leurs différends idéologiques concernant la religion et la science. Elle lui demande pourquoi tous les patients ayant récemment disparu n'avaient ni famille ni amis, ce à quoi Arden répond que ces patients étaient des rejets de la société et que personne n'en avait à faire d'eux, en ajoutant qu'ils sont tous morts et ont été brûlés dans le crématorium de l'institut. Plus tard, le docteur Arden met Kit sous sédation et effectue une vivisection au cours de laquelle il sort de son cou un objet métallique qui s'enfuit tandis que Kit a des hallucinations rappelant l'enlèvement extraterrestre dont il a soi-disant été témoin. Grace rend visite à Kit dans sa cellule. Ils apprennent à se connaître et parlent des crimes qu'ils auraient soi-disant commis, bien qu'ils pensent tous deux être innocents ; Grace aurait prétendument assassiné toute sa famille à la hache.
- Zachary Quinto est crédité dans mais n'apparaît pas dans l'épisode.
- On apprend grâce au téléphone de Teresa que Biarcliff a été bâti en 1908 et était le plus grand sanatorium de la Côte est des États-Unis. Quarante-six mille personnes y sont décédées. L'Église catholique l'achète et en fait un asile psychiatrique en 1962.
- On peut déduire que Briarcliff se situe dans le Massachusetts : la plaque d'immatriculation de Lana vient du Massachusetts ; elle mentionne les bernaches du Canada ; Kit arrive à Briarcliff dans une voiture de police provenant du Massachusetts ; les villes de Chicopee et de Provincetown sont mentionnées dans l'épisode.
- Deux musiques issues de la bande originale du film de 1976 Carrie au bal du diable sont utilisées dans l'épisode ; Bucket Of Blood est utilisé trois fois — quand Lana Winters s'approche de l'asile, quand Lana regarde Kit Walker être emmené à l'asile, quand Sœur Mary Eunice part nourrir quelque chose dans les bois — tandis que For The Last Time, We'll Pray est utilisée quand Lana entre dans l'asile.
- Selon Tim Minear, les personnages de Kit et Alma Walker sont inspirés de l'histoire de Betty et Barney Hill.

### Épisode 2:Exorcisme
- États-Unis /  Canada : 24 octobre 2012 sur FX / FX Canada
- France : 6 avril 2013 sur Ciné+ Frisson
  - 13 juillet 2022 sur Disney+
- Québec : 11 septembre 2013 sur AddikTV

- États-Unis : 3,06 millions de téléspectateurs[46] (première diffusion)

- Chloë Sevigny (Shelley)
- Adam Levine (Leo Morrison)
- Jenna Dewan-Tatum (Teresa Morrison)
- Clea DuVall (Wendy Peyser)
- Fredric Lehne (Frank McCann)
- Devon Graye (Jed Potter)
- Robin Weigert (Cynthia Potter)
- John Aylward (Père Malachi)
- Andrew Rothenberg (Mr. Potter)
- Naomi Grossman (Pepper)
- Gloria Laino (La mexicaine)
- Chelsey Valentine (Missy Stone)
- Henry Watkins (Walter)
- Jake Olson (Soldat)
- Vanessa Mizzone (Lois)

2012
Teresa s'enfuit en courant de Bloody Face. Il la chasse jusque dans le hall principal, où elle essaie de secourir Leo, mais finit par le laisser en se cachant dans la salle où son bras a été arraché. À travers une ouverture dans la porte, elle regarde en hurlant Bloody Face poignarder son petit ami à plusieurs reprises. Bloody Face se relève et va frapper contre la porte derrière laquelle se trouve Teresa.
1964
Chez Lana, la veille d'Halloween, Wendy pleure auprès de ses amies pour avoir succombé au chantage proposé par Sœur Jude. Elle va ensuite prendre une douche en faisant l'erreur de laisser la fenêtre ouverte. Elle fait face à Bloody Face, qui la tue probablement.
À l'asile, Sœur Jude vérifie les cellules des patients. Des récits d'abus subis dans l'asile sont confisqués de la cellule de Lana. Sœur Jude veut effacer la mémoire de Lana et demande au docteur Arden d'utiliser la thérapie par électrochocs sur elle. Plus tard, le docteur Thredson arrive à Briarcliff et s'entretient avec Kit. Ce dernier insiste sur le fait qu'il n'est pas fou et qu'Alma a réellement été enlevée, mais le docteur Thredson le trouve manipulateur et lui diagnostique une démence clinique aigüe. À l'orée de la forêt, le docteur Arden et Sœur Mary Eunice parlent des créatures qui habitent les bois. Sœur Mary Eunice lui demande ce qu'elles sont, ce à quoi Arden répond qu'il lui dira quand le temps sera venu, avant de lui offrir une pomme d'amour, qu'elle finit par croquer après une certaine hésitation. Lana a quelques souvenirs de la thérapie par électrochocs mais a conservé tous ses souvenirs. Lana entend Kit et Grace parler de s'enfuir. Le docteur Thredson s'entretient avec Sœur Jude et dénonce les méthodes barbares de l'institut. Sœur Jude a ensuite une discussion avec une famille inquiète, que le docteur Thredson interrompt. La famille annonce que leur fils Jed a commencé à entendre des voix et à voir des choses invisibles, mais a également arraché et mangé le cœur d'une vache. Ils le pensent possédé par un démon. Quand ils vont voir Jed dans sa cellule, son corps est complètement tordu. Il crie qu'il a peur et qu'il ne sait pas où il se trouve avant de parler dans un langage inconnu mais horrifique.
Shelley va voir le docteur Arden et lui demande de la laisser sortir en échange de faveurs sexuelles. Il l'accuse en la traitant de putain. Plus tard, le docteur Arden sollicite les services d'une prostituée déguisée en nonne qui trouve chez lui des photos sadomasochistes représentant des femmes sévèrement blessées, torturées et possiblement mortes. Craignant pour sa vie, elle lui mort le bras et lui donne un coup de genou dans l'aine pour s'échapper.
De retour à l'asile, Lana parle à Grace du tunnel qu'elle a emprunté pour entrer dans l'institut et prévoit une fugue mais insiste sur le fait qu'elles ne doivent pas en parler à Kit. Monseigneur Howard et Père Malachi organisent un exorcisme sur Jed avec l'assistance d'un docteur mandaté par l'Église en la personne du docteur Thredson. Les lumières vacillent, Jed parle en pseudo-latin et des objets ainsi que des corps sont envoyés dans les airs. Jed, avec un savoir apparemment omniscient, fait face à Sœur Jude à propos de son sombre passé. Il se moque d'elle en lui hurlant : « Tu es une meurtrière, Judy ! », ce qui la fait craquer et l'attaquer. Monseigneur Howard arrive et la sort de force de la pièce.
Dans le vacarme que cause la rage du démon, toutes les cellules se déverrouillent et Lana en profite pour s'échapper avec Grace. Kit les rattrape et, quand Lana refuse qu'il s'ajoute à elles, il s'enfuit avec Grace. Lana crie alors aux gardes que Kit est en train de s'enfuir et il est capturé, mais Grace également, ce qui attriste Lana.
La rage de Jed n'en finit pas et le docteur Thredson lui administre un sédatif. Il est cependant sans effet et Jed fait un arrêt cardiaque. Le docteur Thredson tente de le réanimer mais Jed décède. Le crucifix au-dessus du lit tombe. Sœur Mary Eunice est assommée par une force invisible.
Le docteur Arden va voir Sœur Mary Eunice après son accident. Elle est endormie sur un petit lit, avec une couette retournée et portant seulement une chemise de nuit. Bien que tenté par son corps exposé, il tente de protéger sa chasteté en replaçant sa robe de chambre, ce qui la réveille. Il exprime son inquiétude pour sa santé mais, voyant sa poitrine à travers sa tenue, il se tourne, expliquant qu'il ne peut la regarder quand elle n'a pas sa tenue de religieuse. Elle remonte la couette jusqu'à son menton et s'excuse de lui avoir dit qu'elle se sentait bien avec elle. Quand le docteur quitte la pièce, elle se rallonge et jette la couette. Un crucifix sur le mur tremble.
- La nuit brumeuse au cours de laquelle le Père Malachi arrive à l'institut ainsi que le démon qui quitte le corps de Jed pour entrer dans celui de Sœur Mary Eunice sont des références au film de 1973 L'Exorciste.

### Épisode 3:La Tempête
- États-Unis /  Canada : 31 octobre 2012 sur FX / FX Canada
- France : 6 avril 2013 sur Ciné+ Frisson
  - 13 juillet 2022 sur Disney+
- Québec : 18 septembre 2013 sur AddikTV

- États-Unis : 2,47 millions de téléspectateurs[47] (première diffusion)

- Chloë Sevigny (Shelley)
- Adam Levine (Leo Morrison)
- Jenna Dewan-Tatum (Teresa Morrison)
- Mark Consuelos (Spivey)
- Fredric Lehne (Frank McCann)
- Parker Croft (Devon)
- Mark Engelhardt (Carl)
- Naomi Grossman (Pepper)
- Gloria Laino (La mexicaine)
- Blake Sheldon (Cooper)

2012
Bloody Face arrive dans la cellule dans laquelle Teresa se cache. Leo parvient à se relever et le couple parvient à tuer l'assaillant d'un coup de pic à glace dans le torse. Alors qu'ils s'échappent, ils rencontrent un deuxième Bloody Face. Un troisième Bloody Face apparaît également derrière eux et leur met à chacun une balle dans la tête. Les deux Bloody Faces enlèvent leurs masques et s'avèrent être deux frères, tandis que celui qui a été tué était l'un de leurs amis. Alors qu'ils se demandent ce qui a bien pu arriver à Leo pour qu'il perde son bras, ils sont choqués lorsqu'un quatrième Bloody Face inconnu fait son apparition.
1964
Sœur Mary Eunice amène son courrier à Sœur Jude, dans lequel se trouve un journal datant de 1949 montrant une annonce de disparition concernant Missy Stone, la victime de Sœur Jude. Au bord de la paranoïa, lorsque le docteur Thredson lui pose des questions à propos de l'autopsie de Jed, elle l'accuse de lui avoir amené le journal et lui donne deux semaines pour débarrasser son bureau et partir de l'institut.
Le docteur Arden examine la puce électronique sortie du cou de Kit, apparemment brisée en quatre morceaux, lorsqu'elle se recompose soudainement.
Sœur Mary Eunice informe les résidents de la tempête qui menace l'institut et leur propose de diffuser dans la salle commune le film Le Signe de la croix de Cecil B. DeMille. Sœur Mary Eunice semble tenter Sœur Jude avec du vin liturgique et du rouge à lèvres qu'elle aurait emprunté au docteur Arden. La mexicaine, qui a remarqué le changement de comportement de Sœur Mary Eunice, prie dans sa cellule quand la nonne y entre et lui demande de s'agenouiller pour prier avant de lui planter une paire de ciseaux dans le cou et de l'emmener dans les bois pour nourrir les créatures du docteur Arden.
Sœur Mary Eunice va ensuite voir le docteur Arden pour lui dire que les créatures ont de plus en plus faim et qu'elle se demande ce qu'il se passera quand l'hiver viendra. Elle lui fait des avances vulgaires et il la rejette.
Lana demande l'aide du docteur Thredson pour faire passer un message à Wendy. Il accepte, jouissant de l'opportunité de surpasser l'autorité de Sœur Jude.
Grace et Shelley partent d'une nouvelle fugue. Shelley veut partir à Paris, où elle pense les gens plus tolérants et plus libérés sexuellement.
Arden est en train de ranger son bureau quand Sœur Jude lui parle du rouge à lèvres interdit. Arden admet admirer la pureté et l'innocence de Sœur Mary Eunice mais la pense corrompue par certains patients tels que Shelley. Sœur Jude ne le croit et pense que c'est de la faute du docteur, criant des accusations paranoïaques à propos d'une tentative de la faire tomber. Le docteur Arden suggère alors à Sœur Jude de s'absenter un instant. Elle part prier dans son bureau lorsque le téléphone sonne : il s'agit de la victime de son accident au bout du fil. Sœur Jude s'excuse auprès d'elle et voir les lunettes cassées de la fillette sur son bureau la fait pleurer. Elle brise son vœu de sobriété en goûtant le vin liturgique puis en buvant la bouteille entière. Elle quitte ensuite son bureau pour démarrer le film auprès des patients. Un aide-soignant annonce que la mexicaine n'est plus dans sa cellule. Sœur Jude essaie de calmer les patients avec la soirée film, mais clairement saoule, elle fond en larmes en récitant You'll Never Walk Alone. Elle part à la recherche de la mexicaine.
Le docteur Thredson dit à Lana qu'en allant chez Wendy, il trouva la porte ouverte et Wendy n'était plus là. Bien que Kit soit interné, il exprime son inquiétude concernant le sort de Wendy, pensant que cela est l'œuvre de Bloody Face. Grace, Shelley et Kit profitent de la soirée pour fuguer. Lana essaie de les suivre mais après sa trahison, elle a besoin de convaincre Grace de l'accepter. Shelley se sacrifie en séduisant l'aide-soignant qui patrouille près de la sortie.
Le docteur Arden continue d'écouter la météo puis va mettre du rouge à lèvres sur une statue de la Sainte Vierge avant de la traiter de putain et de la pousser de son socle pour la briser.
Shelley assomme Carl après sa fellation mais rencontre Arden alors qu'elle tente de rejoindre le reste du groupe de fugueurs. Pendant ce temps, Sœur Jude, toujours à la recherche de la mexicaine, rencontre les extraterrestres qu'avait mentionné Kit.
Grace, Kit et Lana ne pouvant attendre plus, laissent Shelley et sortent dans la tempête. Le docteur Thredson remarque leur absence. Sœur Mary Eunice est captivée par le film.
Le docteur Arden emmène Shelley dans son bureau et essaie de la violer. Elle commence à rire de son pénis et le docteur l'assomme.
Les fugueurs découvrent la mexicaine en train d'être dévorée par les créatures et retournent dans le tunnel, poursuivis par ces dernières.
- Joseph Fiennes est crédité mais n'apparaît pas dans l'épisode.
- Par coïncidence, l'épisode est diffusé pendant la catastrophe de l'ouragan Sandy.

### Épisode 4:Anne Frank, première partie
- États-Unis /  Canada : 7 novembre 2012 sur FX / FX Canada
- France : 13 avril 2013 sur Ciné+ Frisson
  - 13 juillet 2022 sur Disney+
- Québec : 25 septembre 2013 sur AddikTV

- États-Unis : 2,65 millions de téléspectateurs[48] (première diffusion)

- Chloë Sevigny (Shelley)
- Fredric Lehne (Frank McCann)
- Britne Oldford (Alma Walker)
- Joe Egender (Billy)
- Barbara Tarbuck (La Mère Supérieure)
- Matthew John Armstrong (Détective Byers)
- Joel McKinnon Miller (Détective Connors)
- Franka Potente (Anne Frank)
- John Lee Ames (Rudy)
- Bella Dayne (Patsy)
- Katherine Herzer (Anne Frank jeune)

Frank escorte Sœur Jude jusqu'à la cellule d'une femme non-identifiée amenée à l'asile après son arrestation pour agression. Sœur Jude apprend que la cause de l'accident était une remarque antisémite. Quand Sœur Jude essaie de lui poser plus de questions, la femme commence à siffler. Pendant ce temps, le docteur Arden continue ses expériences sur Shelley et lui injecte une substance supposée lui offrir l'immortalité.
Grace partage son histoire avec Kit : elle se serait réveillée une nuit, un intrus aurait assassiné son père à la hache et elle aurait découvert sa mère démembrée dans un placard alors qu'elle essaie de se cacher ; sa demi-sœur l'aurait accusé des meurtres.
Le docteur Thredson demande à Lana ce qu'elle faisait pendant la diffusion du film, sachant qu'elle, Grace et Kit ont tenté de s'échapper. Elle se rappelle l'avertissement de Kit de ne parler à personne de la mort de la mexicaine. Le docteur Thredson pense que Lana ne mérite pas d'être dans l'institut et lui propose une thérapie de conversion dans l'espoir qu'elle puisse être relâchée, bien qu'elle insiste sur le fait qu'il n'y ait aucun traitement.
Dans la salle commune, la mystérieuse femme écrit une lettre à propos de son internement à une certaine Kitty. Lana lui dit qu'elle ferait mieux de cacher son stylo si elle ne veut pas risquer d'être en voyage en cellule d'isolement. Quand Arden entre dans la salle commune, la femme le reconnaît : il serait soi-disant un ancien docteur à Auschwitz. Elle l'attaque et lui annonce en partant qu'elle est Anne Frank. Sœur Jude questionne la femme sur ce qu'elle avance. « Anne » dit qu'elle a été sauvée par un soldat américain, avec lequel elle s'est marié mais qui est décédé pendant la Guerre de Corée. Elle avait décidé de cacher sa véritable identité afin de permettre à sa version adolescente et à son journal de continuer d'inspirer les gens.
Le docteur Thredson avoue penser que Kit n'est ni coupable ni aliéné et lui propose de mentir pour le sauver à condition qu'il arrête de croire aux histoires d'enlèvement extraterrestre. Selon le docteur Thredson, Kit aurait tué une libraire et une secrétaire, puis sa femme à cause de la culpabilité sociale dont ils étaient victimes et aurait inventé l'enlèvement extraterrestre pour se dédommager des meurtres.
Anne révèle que la véritable identité du docteur Arden est Hans Gruber, un docteur de la Schutzstaffel qui « sauvaient » les femmes et les enfants en les choisissant au hasard avec une pièce de monnaie, mais qui revenaient très malades, si jamais ils revenaient.
Lana rêve qu'elle est récompensée par l'Université de Columbia pour son ouvrage en six parties sur les atrocités de l'asile. Dans son discours de remerciement, elle crédit les autres patients pour leur inspiration et dit qu'elle a fait ce qui devait être fait pour s'enfuir. Elle accepte alors la thérapie de conversion du docteur Thredson.
Kit considère le fait qu'il ait pu inviter l'histoire d'enlèvement extraterrestre, tandis que Grace tente de le convaincre qu'il est sain d'esprit. Ils font l'amour dans la cuisine avant d'être découverts par un garde. Quand Sœur Mary Eunice choisit une cane barbare dans le placard de Sœur Jude pour les punir, cette dernière est impressionnée par son changement de comportement. Cependant, Sœur Jude a pour projet de les stériliser. Les deux amants sont séparés tandis que Sœur Mary Eunice laisse lire à Kit le dossier de Grace.
Deux détectives questionnent le docteur Arden à propos de la prostituée qu'il a reçu chez lui, disant qu'elle y aurait trouvé de la pornographie sadomasochiste et des souvenirs de l'Empire nazi. Quand le docteur Arden part, ils questionnent également Sœur Jude, de façon rhétorique, sur les talents de Kit en chirurgie.
Le docteur Thredson injecte un émétique intraveineux à Lana tout en lui montrant des photographies de femmes légèrement vêtues, afin qu'elle assimilent la nausée à l'imagerie lesbienne. Lors de la phase suivante, il fait venir Daniel, un autre patient, pour jouer le rôle positif de l'homme hétérosexuel envers elle. Le docteur l'encourage ensuite à se masturber en stimulant physiquement et visuellement les parties génitales de Daniel. Quand elle vomit de nouveau, le docteur Thredson annonce que la thérapie de conversion sera inutile.
Sœur Jude amène les preuves du passé du docteur Arden à Monseigneur Howard. Il les réfute, blâmant sa vendetta envers le docteur, la fausseté de l'histoire d'Anne et son ébriété. Il l'urge de prier et de réfléchir à ses actions. Monseigneur Howard appelle le docteur Arden dans son laboratoire et lui conseille de ranger son lieu de travail car il est suspecté.
Sœur Mary Eunice et Carl amènent Kit dans une cellule proche de celle de Grace : il n'a pas encore été stérilisé. Grace avoue sa véritable faute après les accusations de Kit, ayant lu son dossier ; elle était battue par son père et avait tué sa belle-mère qui avait essayé de la faire taire. Elle avait ensuite tué son père, sous les yeux de sa demi-sœur.
Dans la salle commune, Lana reçoit la visite du docteur Thredson. Il s'excuse pour avoir voulu essayé la thérapie de conversion. Il lui donne une photographie de Wendy et lui jure de l'emmener avec elle quand il partira à la fin de la semaine.
Kit va se confesser auprès de Sœur Jude. Il sait que Dieu est omniscient et qu'Il sait qu'il a tué Alma : Kit ne le sait pas lui-même mais pense que c'est la vérité. Il veut être pardonné et est prêt à avouer tout ce qu'il a vraisemblablement fait.
- Comme lors de la première saison, le quatrième épisode est le premier d'un épisode en deux parties.
- Il s'agit du premier épisode de la saison à ne pas montrer d'événements dans le présent.
- Selon Anne Frank, l'épisode prend place le 5 novembre 1964.
- Le fils de James Cromwell joue la version jeune du personnage du docteur Arden dans les souvenirs en noir et blanc.

### Épisode 5:Anne Frank, deuxième partie
- États-Unis /  Canada : 14 novembre 2012 sur FX / FX Canada
- France : 13 avril 2013 sur Ciné+ Frisson
  - 13 juillet 2022 sur Disney+
- Québec : 2 octobre 2013 sur AddikTV

- États-Unis : 2,78 millions de téléspectateurs[49] (première diffusion)

- Chloë Sevigny (Shelley)
- Fredric Lehne (Frank McCann)
- Britne Oldford (Alma Walker)
- Mark Margolis (Sam Goodman)
- David Chisum (Jim Brown)
- Matthew John Armstrong (Détective Byers)
- Joel McKinnon Miller (Détective Connors)
- Franka Potente (Anne Frank/Charlotte Brown)
- Valorie Hubbard (Madame Hindsman)
- Ted Mattison (Un étranger)

Sœur Jude, en tenue de civile, rend visite à Sam Goodman, survivant de la Shoah et chasseur de nazis renommé, sous les recommandations de la Mère Supérieure. Elle lui donne le dossier personnel du docteur Arden quand il lui explique à quel point il est facile de falsifier des documents. Il lui dit de rester le plus loin possible du docteur Arden.
Anne attaque le docteur Arden dans le bureau de Sœur Jude avec un revolver quand Sœur Mary Eunice et Frank interviennent et lui injectent un sédatif. Lorsqu'elle se réveille, elle est questionnée par Sœur Jude, qui lui explique que le docteur Arden a été envoyé à l'hôpital et qu'elle a été fouiller son laboratoire mais qu'elle n'a pas trouvé la créature sans jambes qu'Anne jure avoir vu.
Le mari d'Anne arrive à Briarcliff et informe Sœur Jude que le vrai nom de sa femme est Charlotte Cohen Brown. Il explique que sa femme est devenue admiratrice à un point obsessionnel d'Anne Frank après avoir vu une pièce de théâtre sur sa vie. Après la naissance de leur fils, elle se serait elle-même tatoué le bras et aurait recouvert un mur entier de souvenirs liés à l'Empire nazi dans leur cave. Le docteur Thredson arrive et lui diagnostique une psychose post-partum. Sœur Jude l'autorise à être relâchée auprès de son mari, et même si la femme jure ne pas connaître l'homme et est sûre d'être Anne Frank, une photo de famille la ramène à la réalité. Le docteur Thredson pense que Sœur Jude a tort de relâcher la femme et la blâme ensuite d'autoriser la stérilisation de Kit et Grace.
Grace et Kit se parlent à travers le mur qui sépare leurs deux cellules, s'imaginant ensemble. Sœur Mary Eunice libère Kit de la cellule d'isolation pour le souper, lui expliquant que Sœur Jude a changé d'avis à propos de la stérilisation. Grace pense être sauvée également, mais la nonne lui explique que son sort reste inchangé et qu'elle sera opérée le lendemain matin. Après de fortes protestations, elle tombe de fatigue et est réveillée par un choc sourd contre la porte de sa cellule. Une lumière extraterrestre envahit la cellule.
Dans la salle commune, alors que les patients prennent leurs médicaments, Lana est interrompue par le docteur Thredson qui lui dit qu'ils partiront après le souper et lui demande de le retrouver en bas des escaliers. Il rend ensuite visite à Kit et utilise une bobine audio pour enregistrer sa confession, selon laquelle il aurait effectivement assassiné sa femme.
Dans « la lumière », Grace fait face à Alma, nue et enceinte, avant d'être sondée par un extraterrestre.
Le docteur Arden apprend que son laboratoire a été fouillée pendant son séjour à l'hôpital et que Charlotte a été libérée par Sœur Jude après l'avoir blessée. Il demande le pardon à la nonne, ce qu'elle refuse. Le docteur lui dit alors qu'il demandera à Monseigneur Howard qu'elle soit renvoyée. Il part soigner ses plaies avec l'aide de Sœur Mary Eunice, qui lui explique que c'est elle qui a déplacé Shelley avant la fouille du laboratoire. Sœur Mary Eunice dit au docteur Arden qu'en l'absence de Sœur Jude, son autorité aura besoin d'un bras droit.
Dans une cour d'école, une petite fille part en hurlant en voyant un « monstre » dans un escalier : il s'agit de Shelley.
Le mari de Charlotte ramène sa femme à l'institut car il craint pour la vie de leur fils. Il s'excuse auprès du docteur Arden pour les actions de sa femme et demande que le docteur Thredson la soigne. Cependant, quand Frank part le chercher, il est déjà en train de partir de l'institut avec Lana.
Frank informe Sœur Jude de la disparition de Lana et lui indique qu'elle n'est probablement plus dans l'institut. Sœur Jude décide de quitter son rôle, enlève son habit de religieuse et part dans un bar où un homme lui offre un verre.
Le docteur Arden, avec l'accord du mari de Charlotte, organise une lobotomie transorbitale sur cette dernière.
Le docteur Thredson amène Lana chez elle et lui dit qu'ils iront voir la police le lendemain matin. Lana essaie de téléphoner à une de ses amies, mais le docteur Thredson l'en empêche. En partageant un verre de vin rouge avec elle, il lui dit qu'il est sûr qu'elle gagnera un prix Pulitzer en racontant son histoire, ce qu'elle ne comprend pas directement. Alors qu'elle est assise dans le salon, Lana remarque des motifs sur un abat-jour qui ressemblent à des tétons humains et un bol sur la table qui a la forme d'un crâne : la maison du docteur Thredson est subtilement décorée avec des corps humains. Réalisant qu'elle est en danger, elle demande à utiliser la salle de bains. En essayant d'ouvrir les portes dans un couloir, une seule s'ouvre : un atelier de fabrication de meubles avec de la peau et des os humains. Le docteur Thredson la retrouve et actionne une trappe dans le sol qui fait tomber Lana.
Dans la salle commune, Kit remarque que les parties génitales de Grace saignent. Il essaie de l'aider mais est interrompu par la police, en possession de la bobine de la confession du meurtre de Kit. La violence de l'arrestation sort Grace de sa transe et elle crie à Kit qu'il n'est pas fou et qu'elle a vu Alma.
Lana se réveille enchaînée au sol dans la cave du docteur Thredson et est horrifié en découvrant à côté d'elle le cadavre congelé de Wendy. Le docteur Thredson apparaît et dit à Lana qu'ils vont continuer leur thérapie en lui faisant embrasser les lèvres de Wendy. Il lui assure qu'elle ne la mordra pas en lui disant, tout en mettant le masque de Bloody Face, qu'il lui a enlevé les dents.
Sœur Jude se réveille dans le lit de l'homme qui lui a offert un verre la veille et s'habille en silence pour ne pas le réveiller.
- Joseph Fiennes est crédité mais n'apparaît pas lors de l'épisode.
- La canne à tête de loup du docteur Arden est identique à celle de Barnabas Collins dans Dark Shadows.

### Épisode 6:Les Origines de la monstruosité
- États-Unis /  Canada : 21 novembre 2012 sur FX / FX Canada
- France : 20 avril 2013 sur Ciné+ Frisson
  - 13 juillet 2022 sur Disney+
- Québec : 9 octobre 2013 sur AddikTV

- États-Unis : 1,89 million de téléspectateurs[50] (première diffusion)

- Eric Stonestreet (Derek)
- Frances Conroy (Moira O'Hara)
- Matt Ross (Charles Montgomery)
- Brando Eaton (Kyle Greenwell)
- Ashley Rickards (Chloe Stapleton)
- Alessandra Torresani (Steph Bogg)
- Jordan David (Kevin Gedman)
- Eve Gordon (Docteur Hall)
- Azura Skye (Fiona)
- Jenna Dewan-Tatum (Teresa Morrison)

2012
La police reçoit un appel lui demandant de se rendre à Briarcliff. Il annonce être le véritable Bloody Face et que les victimes n'étaient que des imposteurs. La police arrive sur les lieux et trouvent les deux frères et leur ami pendus au plafond et sur les rampes d'escalier par des câbles.
La police inspecte Briarcliff et trouve le corps et le bras de Leo, mais Teresa est absente. Le téléphone de cette dernière, toujours dans la main sectionnée de Leo, sonne et la voix annonce aux policiers que Bloody Face n'a tué que les imposteurs. Teresa est allongée sur la table d'opération du Bloody Face moderne.
1964
Une mère amène sa fille Jenny à Briarcliff et fait part à Sœur Jude de ses craintes depuis que sa fille a tué l'une de ses amies alors qu'elles jouaient dans les bois en la poignardant avec une paire de ciseaux, bien que Jenny dise à la police que le meurtrier était un homme barbu avec une veste brune.
Lana se réveille dans un lit entouré de ses effets personnels. Alors qu'elle pense être chez elle, la voix d'Oliver Thredson la ramène à la réalité : elle se trouve dans sa salle d'opération. Elle le trouve en train de préparer un croque-monsieur à la noix de muscade et une soupe à la tomate, ce qu'il appelle « le parfait en-cas des mamans ». Il lui explique que sa propre mère l'a abandonné et qu'il a grandi sans amour ni affection. Elle le complimente sur sa cuisine et exprime son appréciation de cet acte de gentillesse. Elle sympathise avec Oliver en lui expliquant l'abandon qu'elle a ressenti à Briarcliff. Il dit alors qu'il avait raison sur elle et qu'il s'agit de « la bonne ». Il lui raconte son expérience en école de médecine et son épiphanie en voyant le cadavre de sa « mère » : il ne s'agissait pas réellement de sa mère, mais Oliver utilisa le cadavre comme d'une fausse mère pour assouvir son besoin d'affection avant d'être répugné par la froideur de sa peau et l'odeur de formaldéhyde. Il avait besoin d'un sujet plus vivant. Il explique alors comment il a enlevé et dépecé une femme vivante, Donna Burton, le premier crime attribué à Bloody Face, mais quand Lana recule de dégoût, il la conforte et lui explique qu'il est sa nouvelle maman.
Sam Goodman, le chasseur de nazis, appelle Sœur Jude pour lui dire que malgré les hallucinations de Charlotte Brown, cette dernière avait raison à propos du docteur Arden et qu'il a besoin de l'empreinte digitale du docteur pour confirmer son identité. Sœur Jude raccroche pour découvrir Jenny qui lui dit qu'elle a été abandonnée par sa mère.
Monseigneur Howard est appelé pour effectuer l'extrême-onction sur une patiente atteinte de la tuberculose. Quand il arrive, il découvre qu'il s'agit de Shelley couverte de lésions. Il l'étrangle avec son chapelet pour se protéger ainsi que le docteur Arden, puis fait face à ce dernier. Le docteur lui explique que ses sujets expérimentaux sont la prochaine étape de l'évolution humaine, en lui montrant son nouveau sujet, Spivey, qui, selon le docteur, est capable de survivre à une attaque nucléaire. Le prêtre, répugné, menace d'exposer les travaux du docteur, mais ce dernier lui dit qu'une telle annonce mettrait à jour tous les secrets de Briarcliff, certains impliquant le Monseigneur, ce qui le force à reconsidérer sa décision.
Sœur Mary Eunice est avec Jenny dans la cuisine de l'institut en train de couper des herbes aromatiques. La religieuse dit qu'elle sait que Jenny a tué Josie, mais que cette dernière le méritait. On découvre un peu du passé de Sœur Mary Eunice : avant son entrée dans le clergé, elle avait été invitée à la piscine avec ses amies, mais avait été victime d'une farce et s'était retrouvée nue sur le plongeoir. Elle dit à Jenny que ce qu'elle a fait était une impulsion, lui avoue des secrets à propos de Sœur Jude et lui apprend à « se défendre ».
Monseigneur Howard entre dans le bureau de Sœur Jude et lui annonce son transfert dans un institut pour jeunes filles à Pittsburgh : elle est renvoyée de l'institut pour ne pas avoir suffisamment surveillé les patients, ne pas porter assez attention aux patients, avoir voulu cerner le docteur Arden et pour son ébriété. Elle accuse le docteur Arden d'avoir orchestré son transfert malgré ce que Monseigneur Howard tente de lui faire croire. Il lui demande de débarrasser son bureau. Sœur Mary Eunice entre dans le bureau de Sœur Jude. Cette dernière lui explique la situation et lui demande de lui apporter de la cuisine du cognac et deux verres bien propres. Sœur Mary Eunice observe la lingerie de Sœur Jude.
En prison, Kit appelle le docteur Thredson et l'accuse de l'avoir manipulé, tandis que ce dernier lui dit de vivre avec les responsabilités de ses actions. Pendant leur discussion, Lana commence à couper les chaînes la retenant pour s'échapper. Oliver est énervé face aux dires de Kit, qui le traite de menteur et de bâtard. En revenant dans la salle d'opération, il voit que Lana a essayé de se libérer et se jette sur elle en lui tenant les poignets. Il veut la tuer pour avoir essayé de l'abandonner et enfile le masque de Bloody Face tout en prenant un scalpel.
Dans le bureau de Sœur Jude, Sœur Mary Eunice danse en portant la lingerie de la religieuse aînée. Quand Sam appelle, Sœur Mary Eunice répond en prenant la voix de sa supérieure.
Sœur Jude sert un verre de cognac au docteur Arden pour le féliciter de sa victoire, ce qui lui permet également d'obtenir les empreintes du docteur.
Sœur Mary Eunice rend visite à Sam dans son hôtel. Il demande si Sœur Jude l'a envoyée, mais elle répond qu'elle ne sait pas qu'elle est là. Quand Sœur Jude arrive avec le verre, elle retrouve Sam la gorge tranchée. Il lui dit que ceci est l'œuvre d'une de ses nonnes. Sœur Mary Eunice, quant à elle, retourne voir le docteur Arden pour lui donner le dossier que Sam avait sur lui, tout en prenant soin d'en garder une partie au cas où il la trahirait. Il est énervé de devoir cacher sa véritable identité et se demande pourquoi la religieuse l'aide. Elle lui répond que c'est le début d'une nouvelle ère et que tout ira bien tant qu'il lui fait confiance.
Jenny tue son frère, sa sœur et sa mère en accusant toujours l'homme barbu à la veste brune, mais en ayant pris soin de leur couper des mèches de cheveux comme souvenir malsain.
- Lizzie Brocheré est créditée mais n'apparaît pas lors de l'épisode.

### Épisode 7:L'Ange Noir
- États-Unis /  Canada : 28 novembre 2012 sur FX / FX Canada
- France : 20 avril 2013 sur Ciné+ Frisson
  - 13 juillet 2022 sur Disney+
- Québec : 16 octobre 2013 sur AddikTV

- États-Unis : 2,27 millions de téléspectateurs[51] (première diffusion)

- Frances Conroy (Shachath, l'ange de la Mort)
- Fredric Lehne (Frank McCann)
- Mark Margolis (Sam Goodman)
- William Mapother (Un chauffeur)
- Sean Patrick Thomas (Terry)
- Tongayi Chirisa (Miles)
- Debra Christofferson (Madame Stone)
- Lily Knight (Sœur Félicité)
- Don Stark (Un détective)
- Jennifer Holland (Infirmière Blackwell)
- Erin Allin O'Reilly (Infirmière Fuller)
- Kristin Slaysman (Missy Stone)
- Bryan Rasmussen (Hank Stone)
- Danielle Kennedy (Tudy)

1949
Judy Martin, saoule dans une chambre d'hôtel, est réveillé par Terry, un des membres de son groupe de musique, qui toque à la porte. Il vient l'informer qu'elle a été remplacée car elle a manqué la représentation de la nuit dernière. Elle tente de le séduire afin qu'il change d'avis, en vain. Alors qu'il est en train de partir, il lui dit qu'un détective veut l'interroger à propos d'un accident de la route survenu quelques jours auparavant. Judy panique et prépare ses affaires. Elle part et commence à conduire, mais décide de boire sur le chemin. Elle a un accident et se réveille devant la statue d'un ange. Une nonne s'approche de sa voiture et lui demande si elle est blessée.
1964
Deux nouvelles religieuses sont intégrées au personnel de Briarcliff et l'une d'entre elles est responsable de Grace, victime d'une intense fièvre. En ôtant ses draps, la religieuse découvre que Grace fait une hémorragie vaginale. Les deux religieuses décident de ne pas appeler le docteur Arden au secours, car il est celui qui l'aurait mal opérée en premier lieu, et décident de sauver Grace de sa perte de sang fatale. Grace reçoit la visite de l'ange de la Mort, sous la forme d'une femme en tenue de deuil, habillée tout en noir avec un voile sur le visage. Grace dit à l'ange qu'elle est prête et deux grandes ailes noires sortent du dos de l'ange. Alors que l'ange est sur le point de lui donner le baiser de la Mort, Grace est ressuscitée et l'ange disparaît. Elle dit aux religieuses qu'elles auraient dû la laisser mourir.
Sœur Mary Eunice entre dans le bureau du docteur Arden, en train de faire du rempotage. Elle l'informe de la mort imminente de Grace et le blâme pour l'état de santé de la patiente. Cependant, il nie toute accusation et avoue n'avoir fait aucune opération sur elle. Il accuse Sœur Mary Eunice de lui être irrespectueuse et la frappe. Malgré un avertissement de sa part, le docteur Arden tente de la frapper de nouveau lorsqu'il est projeté de l'autre côté de la pièce.
Dans la cuisine, une religieuse est en train de trancher du pain avec Miles, un homme alcoolique qui souffre d'hallucinations auditives. Après avoir essayé de les faire fuir une première fois, Miles fait remarquer à la religieuse que la trancheuse à pain doit avoir un problème car les tranches ne sont pas équitables. Il se porte volontaire pour réparer la machine, mais, dès que la religieuse a le dos tourné, il retrousse ses manches et se tranche le poignet avec l'instrument. Quand Sœur Mary Eunice arrive sur le lieu de l'incident, elle remarque, inscrit avec le sang de Miles sur le mur, un mot étrange, qu'elle identifie comme un nom en araméen. Elle demande à Miler comment il connaît ce nom et pourquoi il l'a « invoquée ». Miles avoue ne pas savoir de quoi elle parle et il est envoyé en cellule d'isolation.
Dans la cellule, les gardes disent à Miles de ne pas toucher ses plaies. Ils partent et éteignent les lumières. L'ange de la Mort apparaît auprès de Miles, qui supplie de mourir. Il défait l'un de ses bandages et arrache les points de suture, ce qui permet au sang de s'écouler et à Miles de mourir sous le baiser de l'ange. L'ange remarque cependant la présence d'une autre personne dans la pièce : il s'agit de Sœur Mary Eunice, qui dit à l'ange qu'elle n'est qu'une simple nonne. L'ange sait cependant que quelque chose de plus sombre se cache en elle et lui dit qu'elles sont semblables mais que Sœur Mary Eunice est déchue. L'ange tente de résonner la religieuse, qui réapparaît pendant quelques instants pour crier à l'aide avant d'être retenue à nouveau par le démon parasite. Sœur Mary Eunice dit à l'ange qu'elle a des choses et l'ange lui répond qu'elle aussi.
Dans sa salle d'opération, Oliver Thredson viole Lana. Elle regarde par-dessus son épaule et voit l'ange de la Mort dans l'ombre de la pièce.
Kit s'entretient avec son avocat qui lui dit que Grace, patiente dans un asile psychiatrique, a très peu de chances d'être crue. Il dit également qu'elle est très malade et qu'elle risque de ne pas survivre jusqu'au procès. Il semble n'y avoir aucun espoir, malgré les accusations de Kit envers le docteur Thredson. Kit attaque son avocat avec une agrafeuse qui se trouvait sur son bureau.
L'ange de la Mort rend visite à Lana et lui offre le baiser de la Mort. Lana succombe presque à la tentation mais l'ange disparaît quand Oliver revient dans la cave. Il dit à Lana qu'il est désolé pour ce qu'il a fait et qu'il ne comprend pas pourquoi il l'a fait. Il lui dit également qu'il aurait mieux fait de ne jamais l'amener ici. Lana a de l'espoir jusqu'à ce qu'il lui propose de la tuer soit en lui tranchant la gorge, soit par strangulation, puis sort finalement une seringue en lui disant qu'elle pourra enfin pouvoir rejoindre Wendy. Lana assomme Oliver avec un portrait de Wendy et lui injecte le produit de la seringue. Elle prend les clefs sur sa ceinture et se libère de ses chaînes. Il tente de la rattraper dans les escaliers, mais Lana parvient à s'enfuir.
Une fois dehors, elle court sur la route pour arrêter une voiture. Elle y rentre et demande au conducteur de partir très vite. Le conducteur demande à Lana pourquoi elle s'enfuit et l'accuse d'être infidèle : Lana réalise alors que le conducteur est très sexiste. Il dit que sa femme l'a trompé et qu'il l'a trouvée en plein adultère dans sa propre maison, tout en sortant un pistolet. L'ange de la Mort apparaît sur la banquette arrière mais Lana dit qu'elle ne veut pas mourir après tout ce qu'elle a vécu. L'ange regarde alors le conducteur, qui se tire une balle dans la bouche. Lana tente d'attraper le volant mais ils ont un accident de voiture.
Lana se réveille à Briarcliff, surveillée par Sœur Mary Eunice. Elle l'informe que le conducteur a été tué dans l'accident et que Lana est gravement blessée
Sœur Jude, toujours dans la chambre d'hôtel de Sam Goodman mourant, essaie d'appeler la police et remarque une bouteille de bourbon sur la table. Pendant ce temps, l'ange de la Mort vient embrasser le détective. Sœur Jude se retourne et remarque que sur la télévision sont accrochés des extraits de journaux relatant l'épisode de l'accident dont elle fut l'actrice, ainsi que le mot « MEURTRIÈRE » écrit avec du sang sur l'écran. Le téléphone sonne dans la chambre de Sam. De l'autre côté de la ligne, Sœur Mary Eunice prétend être la conscience de Sœur Jude. Elle lui dit que la police, en trouvant le corps, pensera que Sam étudiait le cas de l'accident de Sœur Jude et qu'elle ferait mieux de ne jamais revenir à Briarcliff et de s'enfuir. Elle ajoute qu'elle lui a laissé une bouteille de bourbon ainsi qu'un rasoir. Jude va dans les toilettes d'un diner, se lave les mains et se tranche le poignet avec la lame du rasoir avant de tomber sur le sol dans une mare de sang. Ceci s'avère néanmoins n'être qu'un rêve : elle sort des toilettes et s'assoit près de l'ange de la Mort. Elle demande à l'ange pourquoi la garder en vie malgré ses précédentes tentatives de suicide. L'ange lui répond que sans la juger, l'histoire de Jude est différente de toutes les autres. On apprend que Jude a essayé de mettre fin à ses jours quand son futur mari l'a abandonné la veille de son mariage, quand elle lui a dit qu'il lui avait transmis la syphilis et qu'elle était donc incapable d'avoir des enfants. L'ange dit à Jude que Dieu a des projets pour elle et que son heure n'est pas venue. Jude admet son échec aux yeux de Dieu, avouant qu'elle n'est qu'une putain alcoolique et meurtrière. Les serveuses du diner remarquent que Jude ne parle à personne et décident d'appeler Briarcliff afin qu'elle y passe la nuit.
Jude rend visite à la famille de la petite fille victime de son accident de voiture. Alors que les parents parlent de leur fille et que Jude est sur le point de confesser son acte, une jeune femme en uniforme d'infirmière entre : il s'agit de la jeune fille devenue adulte. Elle serait apparemment rentrée chez elle après l'accident avec seulement quelques os cassés. Jude, confuse, dit qu'elle a prié pour son âme depuis l'accident et dit que ce dernier, survenu alors qu'elle pensait à devenir religieuse, l'avait inspirée à rejoindre le clergé. La mère de la jeune fille dit à Jude que son mari, avait juré de se venger mais qu'ils avaient finalement accepté que la personne coupable devrait vivre toute sa vie avec son acte sur la conscience.
Une religieuse tente de donner des médicaments à Lana mais cette dernière dit qu'elle doit rester éveillée et parler à Sœur Jude. Sœur Mary Eunice entre et Lana l'informe de la vérité : Kit est innocent et Bloody Face est en réalité le docteur Thredson. Sœur Mary Eunice se rappelle alors la nuit de l'exorcisme, quand le démon avait dit au docteur Thredson qu'il adorait son travail. Lana supplie Sœur Mary Eunice d'appeler la police. Celle-ci lui répond qu'elle la croit et qu'elle est enfin en lieu sûr. Elle quitte Lana et dit à Frank que Lana est très perturbée et prétend que le docteur Thredson l'a attaquée et que Kit est innocent. Frank dit à Sœur Mary Eunice que Kit s'est échappé et est recherché par la police.
- Joseph Fiennes est crédité mais n'apparaît pas lors de l'épisode.

### Épisode 8:Une nuit pas très sainte
- États-Unis /  Canada : 5 décembre 2012 sur FX / FX Canada
- France : 27 avril 2013 sur Ciné+ Frisson
  - 13 juillet 2022 sur Disney+
- Québec : 23 octobre 2013 sur AddikTV

- États-Unis : 2,36 millions de téléspectateurs[52] (première diffusion)

- Ian McShane (Leigh Emerson)
- Fredric Lehne (Frank McCann)
- Britne Oldford (Alma Walker)
- Barbara Tarbuck (La Mère Supérieure)
- Chris McGarry (Mr. Lancaster)
- Lara Harris (Rhonda Lancaster)
- Jennifer Holland (Infirmière Blackwell)
- Jen Drohan (Maman)

1962
Un petit garçon dit à un homme déguisé en Père Noël qu'il aimerait un chapeau en peau de raton pour Noël. Le Père Noël se prépare pour la nuit et un homme lui dit de ne pas décevoir le petit garçon. Le faux Père Noël tire alors sur l'homme et entre dans une maison pour tuer les parents d'une petite fille.
1963
Le tueur, connu sous le nom de Leigh Emerson, devient l'un des patients de Briarcliff. Il est constamment enchaîné, même dans la salle commune, car Sœur Jude sent qu'il est un danger autant à l'extérieur qu'à l'intérieur de l'asile, ce qui est prouvé quand il mord un aide-soignant au visage. Sœur Jude le place en cellule d'isolement et continue à lui donner des coups de canne tout au long de son internement.
1964
Sœur Mary Eunice tente d'amener un esprit festif pour les patients dans la salle commune, mais prétend que Sœur Jude a jeté toutes les décorations de Noël : elle demande donc aux patients d'être créatifs et décore le sapin de Noël avec leurs effets personnels. Dans le laboratoire, Frank prie sur le cadavre de Grace et dit au docteur Arden qu'ils feraient mieux d'avertir les autorités, même si le docteur Arden lui dit qu'il sera sûrement arrêté pour avoir tué une femme innocente.
Sœur Jude s'introduit dans le bureau de Sœur Mary Eunice et la menace en lui mettant une lame de rasoir à la gorge pour mettre un terme à sa possession démoniaque. Les pouvoirs de télékinésie de Sœur Mary Eunice la libère de l'emprise de l'autre religieuse et le docteur Arden est appelé à escorter Sœur Jude hors de l'institut. Il mentionne que Frank a l'intention de se rendre aux autorités et Sœur Jude dit qu'elle s'occupera de cette affaire. Elle amène un costume de Père Noël à Leigh en lui récitant son dossier judiciaire, contenant meurtres, vols à l'étalage et viols en prison.
Le docteur Arden amène à Sœur Mary Eunice une paire de boucles d'oreilles serties de rubis. Elle les prend avec plaisir, même après avoir entendu leur histoire : le docteur Arden les aurait pris dans les excréments d'une riche femme juive dans un camp de concentration, qui les cachait en les ingérant quotidiennement mais qui avait fini par mourir. Espérant qu'elle serait répugnée par l'histoire, son comportement contraire prouve au docteur Arden à quel point elle a changé. Elle lui répond qu'il est pathétique et que même Dieu ne peut pas le sauver.
Lana s'inquiète quand elle voit que Kit est de retour à l'asile et se rend compte que Sœur Mary Eunice n'a rien fait concernant ses plaintes envers le docteur Thredson. Kit, drogué, rêve d'Alma, enceinte, se changeant en Grace, enceinte elle aussi. Il s'excuse pour l'avoir tué et Lana le réveille. Elle lui explique que le docteur Thredson est le vrai Bloody Face et qu'elle prouvera son innocence. Il veut l'aider mais est trop sous l'emprise de la drogue pour le moment.
Sœur Jude s'entretient à la Mère Supérieure quand le docteur Arden les interrompt. Il dit à Sœur Jude qu'elle avait raison pour Sœur Mary Eunice et lui jure sa loyauté si elle parvient à la libérer.
Monseigneur Howard fait livrer de l'archidiocèse de Boston une étoile fait main à place en haut du sapin de Noël de l'institut. Il demande également à Sœur Mary Eunice de laisser une chance de rédemption à Leigh en le déchaînant et en le laissant mettre son costume de Père Noël. Leigh fait tomber Frank d'une échelle, lui griffe le visage avec l'étoile puis essaie de le poignarder avant l'intervention des aides-soignants.
Lana trouve un téléphone mais le docteur Thredson l'arrête alors qu'elle compose un numéro. Il lui dit qu'elle l'a forcé à « tuer » Bloody Face et détruire toutes les preuves. Il prévoit de la laisser parler à la police, sachant qu'ils préféreront croire un psychiatre plutôt que la patiente d'un asile psychiatrique. Elle a cependant trahi sa confiance et il se prépare à l'étrangler avec le câble du téléphone quand Kit arrive avec un extincteur et assomme le docteur Thredson. Lana veut le tuer mais Kit a besoin qu'il soit vivant pour prouver son innocence. Ils le mettent dans un placard où Lana jure de l'enterrer un jour.

### Épisode 9:Expériences
- États-Unis /  Canada : 12 décembre 2012 sur FX / FX Canada
- France : 27 avril 2013 sur Ciné+ Frisson
  - 13 juillet 2022 sur Disney+
- Québec : 30 octobre 2013 sur AddikTV

- États-Unis : 2,22 millions de téléspectateurs[53] (première diffusion)

- Ian McShane (Leigh Emerson)
- Frances Conroy (Ange de la mort)
- Fredric Lehne (Frank McCann)
- Barbara Tarbuck (Mère Supérieure Claudia)
- Brooke Smith (Dr. Gardner)
- Naomi Grossman (Pepper)
- Mary-Pat Green (Nun)
- Cyd Strittmatter (Nun)
- Jenna Dewan-Tatum (Teresa Morrison)

2012
Johnny Morgan prend un rendez-vous avec le docteur Gardener, une hypnothérapeute, dans l'espoir de se débarrasser de ses comportements compulsifs. Il lui parle de son enfance, au cours de laquelle il s'amusait à dépecer et à tuer des chats, un des signes prémonitoires de la psychopathie. Alors que le docteur Gardener est de plus en plus mal à l'aise, Johnny dit qu'il aimerait maintenant s'exercer avec des femmes et raconte sa première expérience maladroite avec Teresa. Le docteur Gardener apprend qu'il est la lignée directe de Bloody Face. La patiente suivante arrive et trouve le docteur Gardener assassinée et Johnny avec un masque de peau humaine.
1964
Lana Winters est escortée dans le bureau de Sœur Mary Eunice, qui lui apprend qu'elle est enceinte. Lana avoue alors son viol par le docteur Thredson et pense que cela n'est qu'un délire provoqué par sa commotion cérébrale.
Sœur Jude se réveille droguée et enchaînée à un lit de Briarcliff, où un procès se déroule afin de prouver sa santé mentale. Bien que Monseigneur Howard et la Mère Supérieure prennent sa défense, Sœur Mary Eunice, le docteur Arden et Leigh Emerson donnent un faux témoignage et accusent Sœur Jude du meurtre de Frank. Pendant le procès, Leigh se comporte étonnamment bien, ce qui impressionne le juge et Monseigneur Howard. Au réveil de Sœur Jude, ce dernier lui annonce qu'elle est déclarée coupable du meurtre de Frank : elle passera le reste de sa vie dans l'institut et est retirée de l'état ecclésiastique, redevenant alors simplement Judy Martin. Leigh dit à la religieuse défroquée qu'il la pardonne.
Monseigneur Howard voit Sœur Mary Eunice en train de ranger les affaires de Sœur Jude. Elle lui apprend qu'elle connaît ses intentions de devenir pape et lui fait part de son désir de l'accompagner à Rome.
Lana rend visite à Kit à l'infirmerie et lui fait part de son désir de tuer le docteur Thredson, mais Kit lui rappelle qu'il a besoin de sa confession afin de prouver son innocence. Lana va donc voir le docteur Thredson, toujours retenu, et lui parle de sa grossesse et de son intention d'avorter à l'aide d'un cintre. Il la supplie de ne pas le faire et promet de changer. Elle parvient à le faire parler des meurtres de Donna Burton, Alison Rydell et Wendy Peyser alors que Kit, en cachette, enregistre leur conversation. Ils révèlent ensuite la ruse au docteur et Lana lui dit qu'elle a déjà avorté.
Alors que Kit va dans la salle d'hydrothérapie afin de cacher la bobine d'enregistrement, le docteur Arden lui demande de venir dans son bureau. Il lui avoue alors qu'il croit à ses histoires d'enlèvement extraterrestre et lui montre un moulage d'une empreinte étrange trouvée alors qu'il enquêtait sur la disparition de Grace. Il pense également que les extraterrestres se concentrent principalement sur les conquêtes de Kit. Il propose alors à Kit de le mettre médicalement dans un état de mort en espérant que les extraterrestres feront leur apparition. Kit accepte, prêt à tout pour retrouver Alma.
Lana retourne voir le docteur Thredson et se rend compte qu'il s'est échappé. En le cherchant elle tombe sur Sœur Mary Eunice, qui place sa main sur son ventre et lui annonce que son enfant vit encore et que c'est un garçon. Lana est en train de fumer dans la salle commune quand Judy entre et s'assoit auprès d'elle. Acceptant peu à peu son statut de patience, elle brise son abstinence en prenant l'une des cigarettes de Lana. Elle s'excuse pour ce qu'elle a auparavant fait subir à Lana et lui promet de la faire sortir de l'institut, mais Lana, traumatisée par son expérience avec le docteur Thredson, ne la croit pas. Afin de lui montrer sa conviction de changer, Judy casse le disque de Dominique.
Dans son laboratoire, le docteur Arden injecte à Kit du chlorure de potassium en lui promettant ensuite de le ramener à la vie. Le ralentissement du cœur de Kit jusqu'à son arrêt complet est accompagnée des lumières et des bruits précédemment remarqués lors de l'apparition des extraterrestres. Le docteur Arden suit la lumière et arrive dans une pièce où Pepper, très lucide, veille sur Grace, nue, vivante et enceinte. Pepper dit au docteur Arden que l'enfant est sur le point de naître et que Grace a besoin d'aide pour accoucher. Pendant ce temps, alors que le docteur Arden oublie de ramener Kit à la vie, les lumières et les sons l'envahissent.
- Dylan McDermott et Jenna Dewan Tatum apparaissent lors de l'épisode mais ne sont pas crédités.
- Cet épisode rappelle le premier épisode de la saison : l'incarcération de Judy rappelle l'internement de Lana. De plus, Judy qui casse le disque de Dominique devant Lana rappelle l'avertissement de Grace à cette dernière de ne jamais arrêter la musique de la salle commune, par ordre de Sœur Jude.
- La phrase « Le lapin est mort » prononcée par Sœur Mary Eunice est une référence au test de Ascheim-Zondek, un ancien test de grossesse.

### Épisode 10:La Mort du diable
- États-Unis /  Canada : 2 janvier 2013 sur FX / FX Canada
- France : 4 mai 2013 sur Ciné+ Frisson
  - 13 juillet 2022 sur Disney+
- Québec : 6 novembre 2013 sur AddikTV

- États-Unis : 2,21 millions de téléspectateurs[54] (première diffusion)

- Frances Conroy (Shachath, l'ange de la Mort)
- Mark Consuelos (Spivey)
- Barbara Tarbuck (La Mère Supérieure)
- Naomi Grossman (Pepper)
- Mark Engelhardt (Carl)
- Gloria Laino (La mexicaine)

Le docteur Arden ramène Kit à la vie et lui ment en lui disant qu'il n'y a eu aucune visite extraterrestre. Il examine Grace, qui a été soignée de ses blessures. Il interroge ensuite Pepper, qui a été chargée de la protection de Grace et qui a reçu des extraterrestres une intelligence surhumaine. Pepper lui dit que l'utérus de Grace est protégé de ses examinations et lui raconte la raison de son internement : elle aurait mutilé et noyé son neveu, en lui disant qu'elle fut déclarée coupable presque automatiquement à cause de son physique. Elle avoue également au docteur que les extraterrestres se moquent de ses expériences.
Shachath, l'ange de la Mort, avertit Monseigneur Howard de la possession de Sœur Mary Eunice et lui apprend à protéger ses pensées grâce à son chapelet.
Sœur Mary Eunice annonce un grand changement dans la salle commune et présente un jukebox pour remplacer le tourne-disque et choisit de jouer I Put A Spell On You en hommage à Judy. Lana tente de parler à Kit, mais le docteur Thredson entre dans la salle commune et s'assoit avec eux. Le docteur révèle à Kit que l'avortement de Lana a échoué, qu'il a un plan pour les garder prisonniers pour toujours et que Sœur Mary Eunice l'a placé thérapeute à plein temps à l'institut quand elle l'a retrouvé et libéré.
Pendant une fouille des cellules, Lana tente d'attaquer Sœur Mary Eunice mais est retenue par Carl et emmenée en salle d'hydrothérapie, tandis que la religieuse trouve un concombre dans la cellule de Judy. Elle ordonne et administre à Judy la thérapie par électrochocs, en prenant soin, par sadisme, d'augmenter le courant, malgré les ordres du docteur Arden.
Sœur Mary Eunice soigne les blessures de Monseigneur Howard lorsqu'il tente de pratiquer un exorcisme sur elle. Elle parvient à le stopper et commence à le violer alors qu'il récite son vœu de chasteté. Elle lui ôté sa virginité tandis que le docteur Arden, répugné, les regarde à travers la serrure.
Judy entre dans la salle commune, observée par Lana et Kit, et tente de casser le nouveau jukebox avant d'être arrêtée par Lana. Lors d'une hallucination, Judy s'imagine bien habillée en train de danser avec tous les patients de la salle commune sur The Name Game.
Le docteur Arden est surpris par Sœur Mary Eunice alors qu'il nourrit ses créatures. Il est répugné par ses actes envers Monseigneur Howard et son envie de lobotomiser Judy. Il tue chacune de ses créatures avec un pistolet puis tente de s'ôter la vie, en vain. Sœur Mary Eunice le trouve pitoyable et s'en va.
Monseigneur Howard arrive dans les cuisines et demande à tout le monde de sortir à l'exception de Judy, qu'il appelle encore Jude. Malgré ses capacités mentales réduites, elle remarque ses blessures de crucifiement. Il avoue que sa tentative d'exorcisme a échoué et dit à Judy qu'elle avait raison à propos de Sœur Mary Eunice. Il cherche conseil auprès de Judy, essayant de faire renaître en elle des sentiments et des souvenirs. Elle lui répond alors qu'il doit tuer Sœur Mary Eunice.
Carl amène le docteur Thredson dans le bureau du docteur Arden, où Grace donne naissance, assistée par Pepper.
Monseigneur Howard est en train de prier lorsqu'il est interrompu par Sœur Mary Eunice. Elle lui demande comment il va la tuer, ce qui la séduit. Elle prévoit de la propulser vers la papauté, ce qui réveille en lui sa soif de gloire. Il parvient à énerver la religieuse à un tel point qu'elle perd le contrôle et que son hôte démoniaque prend le dessus. Il profite de cette opportunité pour la jeter du haut des escaliers centraux de l'institut. Elle tombe par-dessus la rampe et se brise le dos sur le sol. L'ange de la Mort lui rend visite et l'embrasse. Monseigneur Howard donne l'extrême-onction à Sœur Mary Eunice. Le docteur Arden lui dit qu'elle doit être incinérée et insiste pour le faire lui-même.
Carl amène Kit dans le bureau du docteur Thredson, où se trouvent Grace et le nouveau-né. Le docteur Thredson n'est pas au courant de l'intervention extraterrestre. Le docteur est à la recherche de la bobine d'enregistrement, mais Lana l'a cachée et s'en sert pour le faire chanter.
Judy continue d'essaie de reconnaître les patients dans la salle commune. Elle reconnaît la Mère Supérieure, qu'elle supplie d'aider Lana à sortir de l'institut.

### Épisode 11:Le Lait maternel
- États-Unis /  Canada : 9 janvier 2013 sur FX / FX Canada
- France : 4 mai 2013 sur Ciné+ Frisson
  - 13 juillet 2022 sur Disney+
- Québec : 13 novembre 2013 sur AddikTV

- Clea DuVall (Wendy Peyser)
- Britne Oldford (Alma Walker)
- Barbara Tarbuck (La Mère Supérieure)
- Jill Marie Jones (Pandora)
- Naomi Grossman (Pepper)
- Kasey Mahaffy (Père James)
- Matthew John Armstrong (Détective Byers)
- Joel McKinnon Miller (Détective Connors)
- Mark Engelhardt (Carl)

2012 ou 2013
Johnny Morgan se relaxe dans sa maison, autrefois celle de son père, le docteur Thredson, en fumant la pipe. Pandora, une prostituée qui vient d'accoucher, frappe à sa porte. Il est prêt à payer une grosse somme d'argent si elle le laisse téter son lait maternel. Pour ajouter des sensations, elle engage une conversation attirante avec lui avant l'acte. Au milieu des préliminaires, Johnny dit qu'il tuerait pour pouvoir lui téter le sein.
Johnny finit son « plat ». Pandora pense qu'il a un complexe d'Œdipe, ce qu'il explique par l'abandon de sa propre mère, Lana. Mal à l'aise face aux émotions de Johnny qui ressurgissent face aux souvenirs des actions de sa mère, Pandora essaie de le consoler, ce qui ne fait qu'aggraver sa colère. Elle offre à Johnny son autre sein ainsi que des faveurs sexuelles mais Johnny commence à l'étrangler.
1965
Le docteur Thredson et Carl sortent Kit de sa cellule d'isolement pour aller voir Grace et son enfant dans la salle commune, protégés des regards des autres patients par Pepper. Grace dit à Kit qu'elle a l'intention de nommer l'enfant Thomas en hommage à son grand-père. Pepper est envoyée en salle d'hydrothérapie par le docteur Thredson et les autres patients quittent la salle commune pour laisser la famille seule. Kit prend l'enfant dans ses bras et pose à Grace des questions sur ce dont elle se souvient. Grace mentionne l'implantation d'un fœtus qui avait déjà grandi et les erreurs qu'ont pu faire les extraterrestres malgré leur nature bienveillante, l'une d'entre elles ayant pour conséquence la mort accidentelle d'Alma. Elle dit également à Kit qu'il est le pont entre le monde humain et le monde extraterrestre et que leur enfant est spécial. Il répond en demandant sa main à Grace. Monseigneur Howard entre avec quelques membres du personnel et Sœur Colette, une vieille religieuse qui a l'intention de prendre l'enfant pour l'envoyer dans un orphelinat. Malgré les protestations de Kit et de Grace, les deux ecclésiastiques insistent sur le fait que l'enfant n'est pas en sécurité avec deux parents patients d'un asile psychiatrique. Carl retient Kit pendant l'enlèvement de l'enfant et le docteur Thredson lui propose son aide.
La Mère Supérieure prend Lana à part et lui dit qu'elle va l'aider à sortir de Briarcliff. Elle souhaite qu'elle écrive son article et qu'elle fasse tomber l'institut. Avant que Lana ne parte, elle va chercher la bobine d'enregistrement qu'elle avait cachée et remercie Judy, qui se trouve dans un état totalement catatonique, lui promettant de revenir la chercher. Alors que Lana déguisée descend l'escalier principal, le docteur Thredson essaie de convaincre Kit de l'aider pour que Lana lui donne la bobine d'enregistrement. Kit distrait le docteur afin qu'il n'aperçoive pas Lana tout en s'assurant qu'elle entende ses intentions. Le docteur Thredson, qui suspecte quelque chose, suit Lana à l'extérieur, mais elle se trouve déjà à l'intérieur d'un taxi qui l'attendait. Elle le regarde, met la bobine d'enregistrement contre la vitre de la portière et lui dresse un doigt d'honneur alors que le taxi démarre.
Quand Oliver Thredson rentre chez lui, Lana s'y trouve, un pistolet à la main. Elle lui dit qu'elle a donné l'enregistrement à la police et qu'elle arrive sous peu. Il lui répond qu'il est soulagé de ne plus avoir à vivre dans le mensonge. Oliver prépare des martinis, le pistolet de Lana toujours braqué sur lui. Lana lui demande ce qui est arrivé au corps de Wendy. Il allume la cheminée et lui avoue qu'il voulait d'abord se débarrasser du corps après le meurtre, mais qu'il avait fini par la congeler pour « s'entraîner ». En effet, inexpérimenté en relations sexuelles, il s'entraîna plusieurs fois sur le cadavre de diverses façons jusqu'à finalement réussir à jouir après avoir détourné son regard vide du sien. Quand Lana s'est échappé, il a alors découpé le corps, en a brûlé une partie et a dispersé l'autre dans tout l'État. Alors qu'Oliver remplit de nouveau son verre, les lumières des phares des voitures de police traversent les fenêtres. Il devine que Lana, maintenant qu'elle est sortie de Briarcliff, ne gardera jamais l'enfant qu'elle porte et qu'il n'aura aucune chance d'un jour voir sa progéniture. Elle confirme ses dires, disant que même si l'enfant voyait le jour, il est condamné à la chaise électrique. Il répond cependant qu'il sera considéré comme mentalement dérangé et sera plutôt gardé sous surveillance toute sa vie. Il prend un pistolet caché dans un tiroir et dit à Lana qu'il ne lui est plus d'aucune utilité à moins qu'elle ne soit sa dernière victime, mais Lana le devance et lui tire une balle dans la tête.
Quelques mois plus tard, dans un mausolée, Lana, avec ses amies Lois et Barb, dépose des roses blanches à côté de la tombe de Wendy. Malgré l'offre de Lois de devenir sa colocataire, Lana leur annonce son projet de déménager à New York. Elle souhaite s'éloigner de son milieu de journaliste original, ce qui est pour elle la cause de tous ses problèmes à Briarcliff.
Dans la salle commune, Judy rejette les médicaments quotidiens en se souvenant qu'elle avait ordonné d'y ajouter du tranquillisant pour chevaux pour que les patients restent dociles. Quand les aides-soignantes insistent pour qu'elle le prenne, elle renverse le plateau de médicaments.
Monseigneur Howard fait la une des journaux en refusant de s'adresser à la presse à propos de l'embauche du docteur Thredson dans l'institut, maintenant connu de tout le monde comme le vrai Bloody Face. Le Père James demande à Monseigneur Howard d'aider Judy dans la salle commune. En essayant de la calmer, cette dernière lui rappelle qu'il a perdu sa virginité avec le Diable et lui demande s'il souhaite renoncer à ses vœux, mais Monseigneur Howard refuse, venant tout juste de devenir cardinal de New York. Judy n'est pas surprise par sa malhonnêteté et lui avoue alors sa fixation charnelle et son dévouement aveugle envers lui. Alors qu'il part, elle lui hurle sa pitié pour ses ambitions étroites de papauté et prétend être plus saine d'esprit qu'elle ne l'était avant de devenir patiente de l'institut. Monseigneur Howard ordonne les aides-soignants d'emmener Judy en cellule d'isolement.
Kit reçoit des documents afin de pouvoir quitter l'institut, n'ayant plus de raison de rester maintenant que le vrai Bloody Face a été découvert. Kit signe les documents et va voir Monseigneur Howard pour savoir ce qu'il adviendra de sa famille. Il utilise sa connaissance des sombres secrets de l'institut pour que Monseigneur Howard autorise la libération de son fils, tout en mentionnant que le certificat de décès de Grace se trouve également dans son dossier : Monseigneur Howard doit donc également libérer Grace. La famille réunie prend un taxi pour retourner dans l'ancienne maison de Kit, encore endommagée de l'enlèvement extraterrestre. Quand ils entrent, une surprise les attend : Alma se trouve bien vivante sur le lit de l'ancien couple avec un second enfant dans les bras.
Lana explique les circonstances de sa grossesse à une doctoresse qui organise des avortements illégaux. Alors que la spécialiste commence la procédure, Lana se souvient de toutes les horreurs dont elle a été témoin et arrête la procédure, ne souhaitant pas y ajouter une mort de plus.
Quelques mois plus tard, Lana, toujours enceinte, parle des patients disparus avec des détectives. La Mère Supérieure ayant été transférée à Porto Rico, la seule témoin restante est Judy. Ils se présentent à l'asile avec une ordonnance du tribunal les autorisant à voir Judy. Monseigneur Howard leur dit qu'elle est décédée en se pendant dans sa cellule, leur montre son certificat de décès et leur indique le numéro auquel se trouvent ses cendres dans la crypte de l'institut. Lana, frustrée, et les détectives partent alors de l'institut, plus chaotique que jamais, à l'exception d'une cellule d'isolation délabrée, où Judy, placée loin des autres patients, prie Saint Jude pour sa délivrance.
- James Cromwell et Lily Rabe sont crédités mais n'apparaissent pas lors de l'épisode.
- La musique jouée lorsque Lana s'échappe de Briarcliff est Helen's Theme, issue de la bande originale du film d'horreur de 1992 Candyman.

### Épisode 12:Continuum
- États-Unis /  Canada : 16 janvier 2013 sur FX / FX Canada
- France : 11 mai 2013 sur Ciné+ Frisson
  - 13 juillet 2022 sur Disney+
- Québec : 20 novembre 2013 sur AddikTV

- États-Unis : 2,30 millions de téléspectateurs[56] (première diffusion)

- Frances Conroy (Shachath, l'ange de la Mort / la détenue)
- Clea DuVall (Wendy Peyser)
- Britne Oldford (Alma Walker)
- Robin Bartlett (Docteur Miranda Crump)
- Naomi Grossman (Pepper)
- Jack Conley (L'officier de police)
- Lorinne Vozoff (La propriétaire de la librairie)
- Deirdre Lovejoy (La présentatrice de télévision)
- Elizabeth Bond (Elizabeth Bond)
- Jon Paul Burkhart (Percy)
- Mark D. Espinoza (Jorge)
- Emily Johnson (Une infirmière)

#### Kit Walker, Alma Walker et Grace Bertrand
1967
Kit vit avec Alma et Grace ainsi que leurs enfants en ce qui semble être une parfaite harmonie. On voit Kit dans le salon, avec des sous-vêtements tachés de sang et une hache à la main. Il s'assoit dans un fauteuil pour réfléchir, toujours en état de choc. L'un des enfants l'appelle et il lui répond qu'il sera là dans une minute.
Plus tôt, on voit Julia, l'enfant d'Alma, et Thomas, l'enfant de Grace, jouer dans le salon, tandis que Grace fait des dessins représentant les extraterrestres et Alma fait le ménage. Kit arrive et parle d'une manifestation pour les droits civils, ce que ses femmes n'approuvent pas. Alma bafoue les avances de Kit car elle s'inquiète pour la fixation de Grace envers les extraterrestres. Pensant qu'elle se remémore le passé car elle n'est pas satisfaite de sa vie, Alma conseille à Kit de passer plus de temps avec Grace. Cette dernière pense toutefois qu'elle fait cela pour garder un souvenir visuel de son expérience et afin que les enfants n'oublient jamais d'où ils viennent. Au cours de la conversation, Kit et Grace commencent à faire l'amour, tandis qu'Alma les écoute avec insatisfaction.
L'inquiétude d'Alma est agitée par des lumières aveuglantes qui rappellent l'arrivée des extraterrestres. Elle panique et se cache dans un coin de la chambre, craignant d'être enlevée à nouveau. Grace l'accompagne en dehors de sa chambre, où elle réalise que les lumières étaient une illusion et que la maison a en réalité été assaillie par une bombe incendiaire. Quand la police arrive, Kit jure que la maison a été attaquée par Billy, l'un de ses collègues racistes, bien qu'il n'ait vu que son pick-up. L'officier de police lui fait cependant remarquer que la polygamie est illégale dans le Massachusetts. Dans la maison, Grace réconforte Alma.
Le lendemain, Grace encourage Thomas, en français, à essayer d'exprimer le souvenir qu'il a des extraterrestres à travers le dessin, ce qui rend Alma encore plus protectrice envers Julia. Grace encourage Alma à parler des événements avec elle, malgré leurs opinions divergents : Grace, reconnaissante d'avoir été ramenée à la vie, voit les extraterrestres comme des créatures scientifiques bienveillantes prêtes à changer le monde, tandis qu'Alma se remémore son enlèvement avec horreur et compare les extraterrestres à des enfants qui s'amusent à couper les ailes d'un insecte. Alors que le ton de la conversation monte, Alma essaie d'avertir Grace en lui interdisant d'appeler les extraterrestres pour emmener Julia et Thomas, un événement que Grace considère comme inévitable, et qu'ils reviendront également pour enlever Kit. Alma avoue préférer sa vie avant que Kit n'invite une meurtrière à vivre chez eux, mais Grace fait remarquer qu'Alma est autant emprisonnée dans la prison qu'elle ne l'était à Briarcliff. Alma gifle Grace et s'excuse aussitôt. Kit essaie de calmer la situation.
Quelque temps plus tard, Kit, incapable de dormir, va voir Grace dans le salon, toujours en train de dessiner. Elle dit à Kit qu'elle n'a plus envie de se cacher et qu'ils devraient tous marcher vers l'avenir. Soudainement, on voit une hache se planter dans la nuque de Grace : Alma, craignant que la conversation de Grace n'amène les extraterrestres à eux, la frappe à répétition. En état de choc et terrorisée, Alma se plaque contre la porte d'entrée et murmure qu'ils doivent se cacher. Kit embrasse Grace sur la joue. On voit alors la scène du début de l'épisode, alors que Kit enlève la hache du dos de Grace, décédée, et s'assoit dans un fauteuil pour réfléchir alors que Thomas, l'enfant de Grace, l'appelle.

#### Judy Martin
1968
Judy, Pepper et d'autres patients de l'institut jouent à un jeu de société dans la salle commune, peu de temps après l'assassinat de Martin Luther King. Durant l'année, Judy, sous le pseudonyme de Betty Drake, a regagné un peu de son autorité passée auprès des patients de Briarcliff.
Monseigneur Howard les interrompt et dit à Judy qu'il travaille sur sa sortie de l'institut et qu'il a été promu cardinal de New York. Il l'informe également que le diocèse a donné l'institut à l'État et qu'il accueillera bientôt d'autres patients venant par exemple de prison. Dans les cuisines, une femme physiquement identique à l'ange de la Mort mais avec la voix rocailleuse à cause du tabac arrive. Elle prétend être une détenue amenée de prison et a l'intention de prendre le contrôle, avec ou sans l'aide de Judy. D'autres patients arrivent dans l'institut, dont Alma. Les changements de Briarcliff font que « Shachath » devient la camarade de chambre de Judy.
La nouvelle arrivante commence à faire régner la tyrannie dans l'institut et une nuit, dans sa cellule, Judy hallucine et voit Shachath se penchant sur elle pour l'embrasser, avec la voix rocailleuse de la détenue. Judy commence à frapper l'ange avant d'être neutralisée par les aides-soignants et d'apercevoir qu'elle a attaqué une femme tout à fait innocente.
Judy se réveille en camisole dans un bureau qui, aux premiers abords, ne lui rappelle rien avant de réaliser qu'il s'agit du sien. Il appartient cependant maintenant au docteur Miranda Crump, qui dirige l'institut depuis que ce dernier est sous le contrôle de l'État. Le docteur Crump lui rappelle qu'elle a agi violemment envers cinq camarades de chambre dans les deux derniers mois, ce dont Judy n'a aucun souvenir. Quand Judy demande si le cardinal Howard, qu'elle appelle toujours Monseigneur, a envoyé quoi que ce soit concernant sa sortie de l'institut, le docteur Crump lui dit que Timothy Howard est devenu cardinal il y a plus de deux ans et demi maintenant.
Cette information choque Judy : elle réalise qu'elle est maintenant à Briarcliff depuis deux ans et demi de plus, alors qu'elle pensait avoir parlé à Monseigneur Howard le lundi précédent. Elle ne se rappelle pas non plus que Pepper est décédée lors de l'hiver glacial l'année où Briarcliff a été donné à l'État. Tous les événements montrés auparavant n'étaient que des hallucinations de Judy provoqués par ses angoisses et les nouveaux médicaments donnés par les nouveaux arrivants. Alors que Judy fond en larmes, le docteur Crump lui promet d'augmenter ses doses de chlorpromazine afin de l'aider à s'en sortir.

#### Lana Winters
1969
Lana Winters a publié un livre intitulé Maniac: One Woman's Story of Survival, qui est maintenant dans la liste des best-sellers du New York Times depuis dix semaines. Alors qu'elle lit un extrait de son ouvrage à un public dans une librairie, elle imagine le docteur Thredson se levant de l'audience pour dénoncer les ajouts outrageux que Lana a fait afin de vendre mieux son livre, tandis que Wendy est énervée qu'elle ait effacé leur relation de l'histoire en présentant Wendy comme sa colocataire asexuelle. Oliver Thredson l'accuse d'être plus attirée par la célébrité que par la vérité, ce qui l'émeut aux larmes. Lana reprend ses esprits alors que le public l'applaudit, pensant simplement que ses émotions remontent en relisant les événements du livre. Pendant la séance de dédicaces, Lana fait face à Kit, qu'elle n'a pas recontacté depuis sa sortie de l'institut. Bien qu'elle ait voulu prendre des nouvelles à la suite de la mort de Grace, elle était occupée à vendre les droits de son livre pour une adaptation cinématographique.
Dans un café, Lana parle à Kit de ses projets pour un nouveau film sur les méfaits de Leigh Emerson qu'elle aimerait intituler Le Père Noël et les sept nonnes. Kit lui rappelle avec aigreur qu'elle avait promis de démanteler Briarcliff et que son égo l'a aveuglé. Il lui raconte sa visite à l'institut pour voir Alma, au milieu du chaos qui y régnait, quelques mois avant qu'elle ne succombe à une attaque cardiaque. Lana ignorait la mort d'Alma et fait remarquer à Kit qu'ils sont les deux seuls survivants des événements qu'elle décrit dans son livre. Kit la corrige en lui apprenant que Judy est toujours vivante : peu après avoir rendu visite au cadavre d'Alma, Kit l'aurait vue par hasard en train de regarder La Sœur volante dans la salle commune de l'institut. Malheureusement, bien qu'il ait essayé de lui parler, il vit qu'elle était maintenant totalement déséquilibrée mentalement, pensant par exemple que la série télévisée est une caricature de sa propre vie. L'histoire de Kit n'émeut cependant pas Lana, qui retourne à sa séance de dédicaces.

#### Johnny Morgan
2013
- James Cromwell et Lily Rabe sont crédités mais n'apparaissent pas lors de l'épisode.
- Ryan Murphy a indiqué que l'épisode est fait pour être divisé en actes selon les différents personnages principaux.

### Épisode 13:L'Orage qui menace
- États-Unis /  Canada : 23 janvier 2013 sur FX / FX Canada
- France : 11 mai 2013 sur Ciné+ Frisson
  - 13 juillet 2022 sur Disney+
- Québec : 27 novembre 2013 sur AddikTV

- Frances Conroy (Shachath, l'ange de la Mort)
- Camille Chen (April Mayfield)
- Joan Severance (Marian)
- Brady Allen (Thomas)
- Mark D. Espinoza (Jorge)
- Rodney Rowland (Milo)
- Paul Tei (Ted)

1971
Lana rend visite à Kit chez lui avec son équipe de tournage. Il est heureux de la voir mais refuse de s'entretenir avec elle si l'équipe de tournage les accompagne. Elle lui parle de Betty Drake, une patiente dont elle a trouvé le dossier en filmant à Briarcliff et qu'il aurait pris à sa charge, et lui demande s'il s'agit bien de Judy. Kit admet être retourné à l'institut chercher Judy après la mort d'Alma. Il explique que pendant sa guérison, Judy restait très perturbée et s'imaginait parfois toujours être Sœur Jude et diriger l'institut, étant violente avec Kit ainsi qu'avec ses enfants. Pendant un de ces épisodes, les enfants prirent Judy par la main et l'emmenèrent dans les bois ; Kit ne sait pas ce qu'il s'est passé dans les bois, mais à leur retour, Judy avait retrouvé sa santé d'esprit. Après cet événement, tous les quatre vécurent une vie heureuse pendant six mois, jusqu'à ce que Jude tombe soudainement malade. Après avoir fait ses adieux à Thomas et Julia, qui avaient fini par la considérer comme leur grand-mère, elle refuse la nourriture que lui offre Kit. Elle lui qu'elle n'est pas seule dans la mort car « elle » (Shachath) est avec elle. Comme auparavant, l'ange de la Mort demande à Judy si elle est prête à mourir, et Judy lui répond qu'elle est enfin en paix. Les ténèbres l'entourent alors que l'ange de la Mort se penche sur elle pour l'embrasser.
2012
Johnny Morgan erre dans Briarcliff en écoutant l'audiobook de Tales from Briarcliff, écrit et narré par Lana Winters. Il hallucine et imagine les scènes et les personnages qu'il entend, dont une vision de son père, Oliver Thredson, qui l'engage dans sa vendetta envers Lana. Alors qu'il médite, il est dérangé par l'arrivée de Leo et Teresa Morrison qui profitent de leur lune de miel et qui l'agacent en parlant de Bloody Face. Quand Leo entre son bras dans l'ouverture de la porte sur laquelle donne la pièce où se trouve Johnny, ce dernier enfile son masque et coupe le bras de Leo avec une machette.
2013
Dans le présent, Lana Winters s'apprête à participer à une entrevue. Bien qu'elle souhaite ne pas parler du docteur Thredson afin de ne pas alimenter son histoire, elle accepte de discuter de son article sur Briarcliff.
On voit Lana, devenue une journaliste pour la télévision, entrer dans l'institut grâce aux tunnels avec l'équipe de tournage de sa série America Unmasked. Le film montre Lana marchant à travers l'institut et parmi les patients, dont les conditions sont enfin mises à jour. Quand elle rencontre enfin un aide-soignant, elle lui demande de voir Judy, son ancienne némésis. Ils la trouvent dans une cellule d'isolation presque morte et Lana l'aide à sortir de Briarcliff. Lana avoue cependant que bien que touchante, cette histoire est fausse : elle est arrivée trop tard pour aider Judy et sa cellule était vide. Tandis que Lana prend une pause, Johnny lui tend une bouteille d'eau et ils échangent un bref regard.
Lana parle également pendant l'entrevue de son article sur le cardinal Howard et l'embauche du docteur Arden lorsqu'il était encore monseigneur. Bien qu'il essaye d'éviter Lana et les journalistes, sa culpabilité le pousse au suicide et il se taille les poignets dans sa baignoire. De retour dans le présent, Lana avoue à la caméra que l'enfant qu'elle a eu du docteur Thredson n'est pas mort-né mais a été adopté. Elle avoue également qu'elle a essayé de le retrouver dans les années 1970 et l'avait aidé à se débarrasser d'un garçon qui le harcelait, mais il ne l'avait pas reconnue. Elle parle de la culpabilité qu'elle a ressenti en l'abandonnant. Quand Kit s'est remarié, Lana est devenue la marraine de ses enfants. Thomas est devenu professeur de droit à l'Université Harvard et Julia est devenue neurochirurgienne à l'Université Johns Hopkins. Kit contracte un cancer du pancréas à quarante ans et, bien que Lana sait seulement qu'il a mystérieusement disparu un jour, un retour dans le passé nous montre que Kit est enlevé par les extraterrestres.
L'équipe de l'entrevue part de l'appartement de Lana et cette dernière sert deux verres, sachant que Johnny est encore là. Elle lui dit de ne plus se cacher. Johnny lui raconte alors comment il s'est infiltré dans l'équipe de tournage. Lana lui dit qu'elle l'a reconnu instantanément, sans lui avouer que la police l'a déjà prévenue à propos de Johnny et de ses nombreux meurtres. Il dit qu'il l'a reconnue lorsqu'elle l'a aidé dans le parc de jeu et qu'il a trouvé l'enregistrement de la confession de son père sur eBay. Même si Johnny est sûr qu'Oliver l'aimait, Lana lui dit qu'aucun de ses parents ne l'a jamais aimé. Quand elle lui demande ce qu'il veut, il sort le pistolet de Lana et le braque sur sa tête. Elle mentionne ironiquement qu'Oliver détestait les armes à feu. Johnny avoue qu'il veut juste que son père soit fier de lui. Lana lui dit qu'il ne sera jamais le monstre qu'a été son père. Elle lui prend le visage et lui prend le pistolet. Il commence à pleurer et à culpabiliser pour ses crimes. « Ce n'est pas de ta faute. C'est de la mienne. », lui dit Lana en lui tirant une balle dans le front.
Alors que la police arrive chez Lana, cette dernière se rappelle sa première rencontre avec Sœur Jude. Après leur confrontation dans le premier épisode, Jude prévient Lana de ses intentions en tant que journaliste, bien que Lana lui fasse remarquer que ses ambitions pour Briarcliff sont similaires. Pensant ne jamais se revoir, Sœur Jude dit à Lana : « Si vous regardez le Diable d'un peu trop près, le Diable ne restera jamais loin derrière vous. »
- James Cromwell, Lily Rabe et Lizzie Brocheré sont crédités mais n'apparaissent pas lors de l'épisode. Cependant, James Cromwell apparaît dans des images d'archives et Lily Rabe et Lizzie Brocheré apparaissent dans une scène coupée.
- L'avant-dernière réplique de la saison — l'avertissement de Sœur Jude à Lana — est une paraphrase d'un extrait de Par-delà le bien et le mal de Friedrich Nietzsche : « Celui qui lutte contre les monstres doit veiller à ne pas le devenir lui-même. Et quand ton regard pénètre longtemps au fond d'un abîme, l'abîme, lui aussi, pénètre en toi. »
- Le moment où Lana explique pourquoi elle ne veut plus parler publiquement de Bloody Face, ainsi que l'histoire de Johnny Morgan, est inspirée d'histoires vraies dans lesquelles des individus mentalement dérangés prennent inspiration dans les tueurs charismatiques pour orchestrer leurs propres crimes. Lana prend l'exemple de Heath Ledger ; à la suite du film The Dark Knight : Le Chevalier noir, des affaires comme la fusillade d'Aurora en 2012 sont inspirées du personnage d'Heath Ledger.
- La dernière interaction entre Kit et Judy est un miroir de leur première rencontre : quand Judy lui parle pour la première fois, il est allongé sur un lit, sans défense, et elle s'assoit à sa gauche ; lors de la mort de Judy, cette dernière est allongée, gravement malade, et Kit s'assoit à sa droite.
- Pareillement, l'interaction entre Lana et Johnny est un miroir de sa dernière interaction avec Oliver Thredson : Lana s'introduit dans la maison d'Oliver pour le tuer et ce dernier consomme de l'alcool pendant leur conversation ; Johnny s'introduit dans la maison de Lana pour la tuer et il consomme de l'alcool pendant leur conversation.
- Dans son article sur Briarcliff, Lana reprend presque mot pour mot le discours de Geraldo Rivera dans son documentaire sur la Willowbrook State School : « Ces images et tous ses sons sont bien plus évocateurs que tout ce qu'on pourrait dire à propos de cet endroit. Mais comment je pourrais vous décrire ce qu'on peut sentir ici ? Ça empeste le pourri, la maladie, ça empeste la mort. »

## Accueil

### Réception critique
American Horror Story: Asylum a reçu dans l'ensemble des critiques positives, et a obtenu un score de 64 sur 100 sur Metacritic, basé sur 21 critiques. James Poniewozik du Time, sur les premiers épisodes de la deuxième saison a déclaré : « American Horror Story parait plus ciblé, c'est également frénétique, effrayant. C'est aussi magnifiquement réalisé, avec une vision si détaillée des instituts psychiatriques des années 1960 que l'on peut en sortir l'air et l'encens ». Maureen Ryan de The Huffington Post déclare : « C'est grâce aux équipes de scénaristes, directeurs, et casting que la douleur émotionnelle des personnages paraît parfois aussi réelle que leur incertitude et terreur ». Verne Gay de Newsday a donné à cette saison un « C », disant : « la série a de bons effets spéciaux ». Cependant, Linda Stasi du New York Post pense : « cette saison était exagérée, ajoutant : Il faut que j'entre dans un asile moi-même après deux heures de cette folie ».
Le premier épisode de cette saison a obtenu une note de 2.2 par des adultes âgés entre 18 et 49 ans et a engendré 3,85 millions de téléspectateurs. Cet épisode est la plus grande audience de la série.